# Korea Północna
Korea Północna, oficjalna nazwa Koreańska Republika Ludowo-Demokratyczna, w skrócie KRLD (kor. 조선민주주의인민공화국, hancha: 朝鮮民主主義人民共和國, MCR Chosŏn Minjujuŭi Inmin Konghwaguk) – państwo w Azji Wschodniej, powstałe w północnej części Półwyspu Koreańskiego po II wojnie światowej na terenach zajętych przez Armię Czerwoną. Jedno z nielicznych na świecie państw totalitarnych.
Oficjalnie według konstytucji Koreańska Republika Ludowo-Demokratyczna jest republiką socjalistyczną. W rzeczywistości jest totalitarną dyktaturą autokratyczną z władzą rodziny Kimów. Graniczy z Chinami, Rosją oraz Koreą Południową. Z Rosją ma najkrótszą granicę.

## Geografia
Korea Północna zajmuje północną część Półwyspu Koreańskiego o powierzchni 120 540 km². Od zachodniej strony jej granicę wyznaczają Morze Zachodniokoreańskie (znane lepiej jako Morze Żółte) i Zatoka Zachodniokoreańska, od wschodu – Morze Wschodniokoreańskie (Morze Japońskie). Rzeki Amnok (inaczej Yalu; najdłuższa rzeka Korei, długość 790 km) oraz Tuman-gang (dł. 521 km) wytyczają granicę KRLD z Chinami. Najwyższy punkt Korei Północnej stanowi góra Pektu-san (2744 m n.p.m.). Na północno-wschodnim krańcu państwa przebiega granica z Rosją. Strefę buforową między obiema Koreami stanowi Koreańska Strefa Zdemilitaryzowana (dł. 238 km).
Największym miastem Korei Północnej i stolicą tego państwa jest Pjongjang (3 255 388 mieszkańców, 2008). Inne duże miasta to Kaesŏng (308 tys., 2008) tuż przy granicy z Koreą Południową, Sinŭiju (285 tys., 2009) w północno-zachodniej części kraju, przy granicy z Chinami, Wŏnsan (329 tys., 2005) i Hamhŭng (581 tys., 2008) na wschodzie oraz Ch’ŏngjin (329 tys., 2008) na północnym wschodzie.

### Topografia

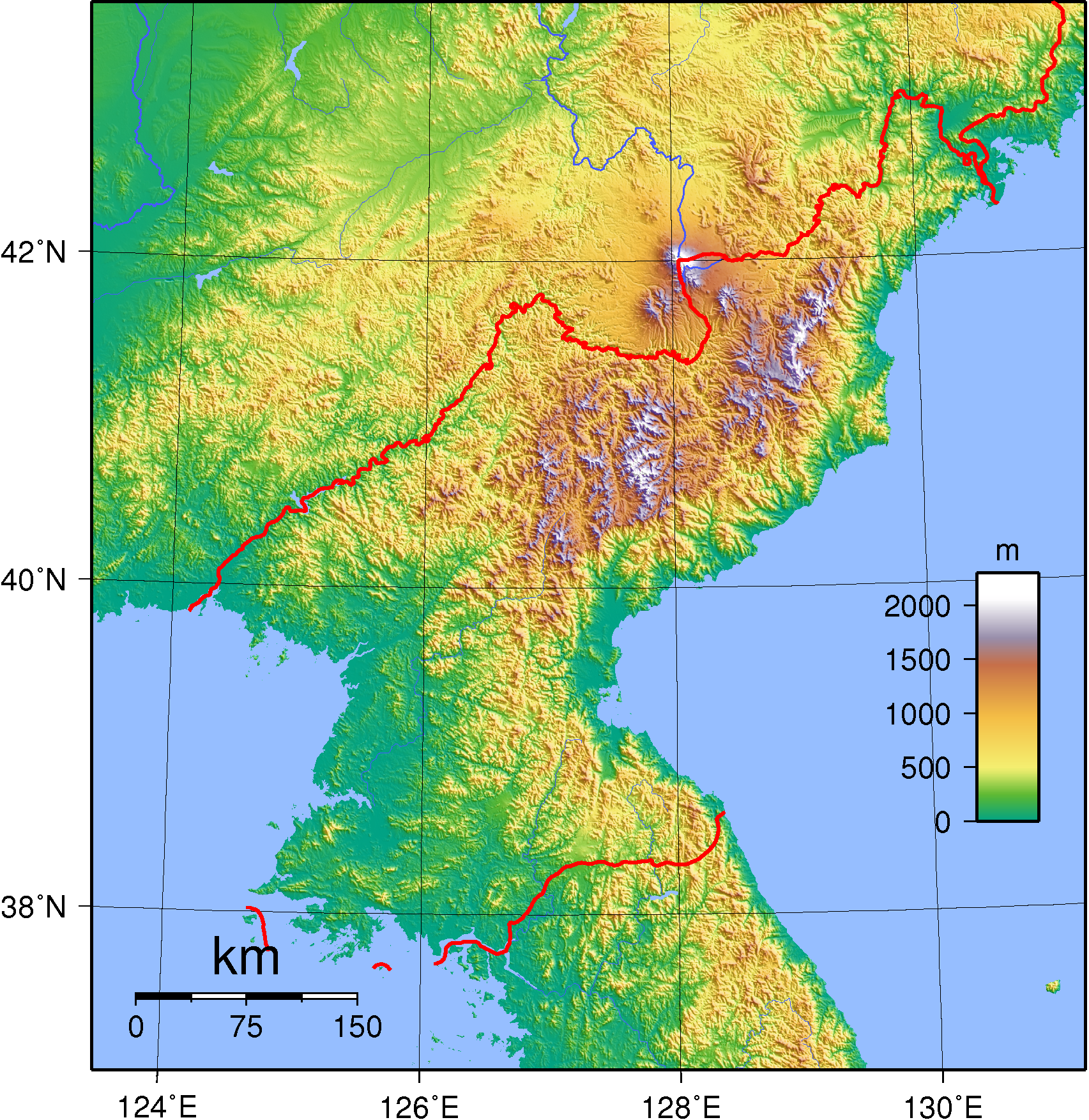
Topografia Korei Północnej

Europejscy odkrywcy, którzy docierali niegdyś na Półwysep Koreański, określali ukształtowanie geograficzne terytorium Korei jako „morze z huraganami”. Aż 80% terenu Korei stanowią góry i wyżyny, przedzielone głębokimi i wąskimi dolinami. Wszystkie szczyty Półwyspu Koreańskiego, osiągające 2000 m n.p.m., znajdują się na terytorium Korei Północnej.
Nadmorskie równiny są szerokie na zachodzie i nieciągłe nad wschodnim wybrzeżem. Zdecydowana większość ludności KRLD żyje właśnie na równinach i nielicznych terenach nizinnych.

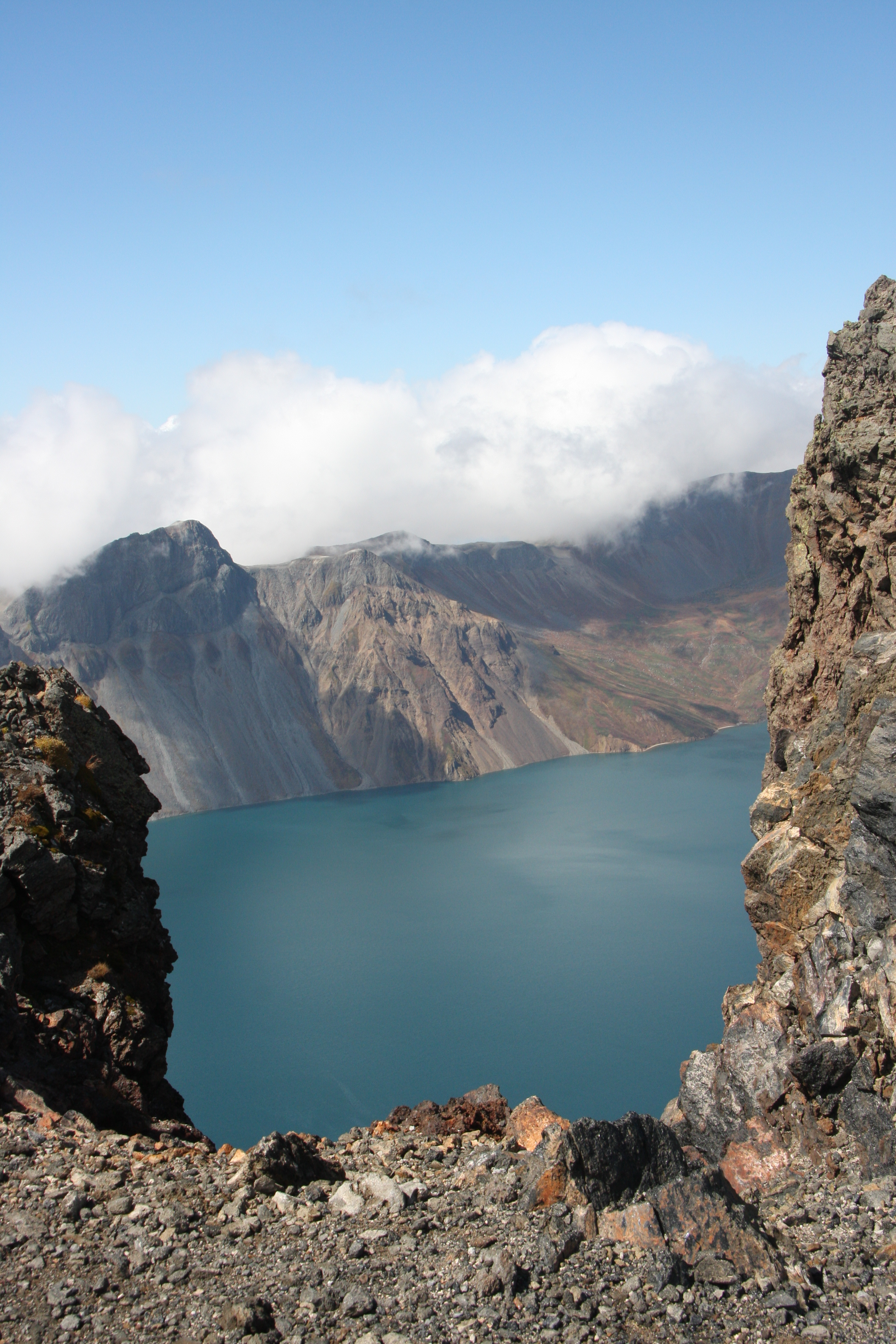
Jezioro Ch'ŏnji (Rajskie jezioro) w kraterze wulkanicznej góry Pektu, najwyższego szczytu Półwyspu Koreańskiego i Mandżurii

Najwyższy punkt Korei Północnej stanowi góra Pektu (2744 m n.p.m.). Jest to szczyt pochodzenia wulkanicznego, położony przy granicy z Chinami. Składa się z płaskowyżów położonych na wysokości od 1400 do 2000 m n.p.m. Pasmo gór dzielące północno-wschodnie prowincje Hamgyŏng Północny i Południowy również obfituje w szczyty o podobnej wysokości, z których najwyższy jest wierzchołek Kwanmo-bong (1756 m n.p.m.).
Inne duże pasma górskie Korei Północnej to łańcuch Rangrim w północno-środkowej części KRLD (najwyższy szczyt: Wagal-bong, 2260 m n.p.m.) i góry Kangnam wzdłuż granicy chińsko-koreańskiej. Góry Kŭmgang, znane lepiej jako Góry Diamentowe w paśmie gór Taebaek, są znane z przepięknych krajobrazów, które podziwiać mogą nielicznie przybywający do KRLD turyści.
W przeciwieństwie do sąsiadów (zwłaszcza z Japonii i północnych Chin), Koreańczykom nie zagrażają trzęsienia ziemi, które Półwysep Koreański nawiedzają rzadko.

### Klimat
W Korei Północnej panuje klimat kontynentalny z czterema wyraźnymi porami roku. Terytorium Korei posiada oznaczenie Dwa w klimatologicznej klasyfikacji Köppena.
Zimy są bardzo mroźne i uciążliwe, szczególnie w rejonach górskich i wyżynnych, które stanowią 80% powierzchni kraju. W całym kraju typowe są silne mrozy, pomimo utrzymującej się ładnej, słonecznej na ogół pogody. Wieją tam często silne, północne i północno-zachodnie wiatry znad Syberii. Wywołują one burze śnieżne, które występują na zmianę z ładną pogodą. Śnieg pada średnio przez 37 zimowych dni.
Lata są krótkie, lecz gorące i wilgotne. Trwa krótki sezon deszczowy, po koreańsku zwany changma. Ulewne deszcze związane są z monsunami, wiejącymi z południa i południowego wschodu. Monsuny przynoszą wilgotne powietrze znad Pacyfiku.
7 sierpnia 2007 roku najgorsze w skutkach od 40 lat powodzie zmusiły rząd Korei Północnej do zwrócenia się do społeczności międzynarodowej o pomoc humanitarną. Organizacje pozarządowe, takie jak Czerwony Krzyż, wezwały do pilnego zbierania funduszy dla Korei Północnej, gdyż obawiały się katastrofy humanitarnej w tym kraju.
Wiosna i jesień w Korei to pory przejściowe. Aura i temperatury są wówczas stosunkowo najprzyjemniejsze. Wiosną występują często susze na zmianę z gwałtownymi powodziami. Co roku, późnym latem i wczesną jesienią Półwysep Koreański nawiedzają także tajfuny.

## Historia

### Podział Korei

#### Okres przed 1948 rokiem
Do 1905 roku na Półwyspie Koreańskim istniało Cesarstwo Koreańskie. Wtedy to, po zwycięstwie w wojnie rosyjsko-japońskiej, aneksji terytorium Korei dokonała Japonia. Po kapitulacji Japonii w 1945 roku Półwysep Koreański został podzielony przez Związek Radziecki i Stany Zjednoczone na dwie strefy wpływów, oddzielone granicą wzdłuż 38. równoleżnika. Z tego względu kluczową rolę w ustabilizowaniu sytuacji na północ od 38. równoleżnika odegrał właśnie Związek Radziecki. W sierpniu 1945 roku przedstawiciele ZSRR ustanowili w północnej części półwyspu Cywilny Zarząd Okupacyjny, w skład którego weszli przychylni radzieckim władzom działacze lewicowi i komunistyczni. Z kolei od lutego 1946 roku rządy sprawował, opanowany przez komunistów, Tymczasowy Komitet Ludowy Korei Północnej pod wodzą Kim Ir Sena, który w czasie II wojny światowej walczył jako kapitan Armii Czerwonej w Mandżurii. W rzeczywistości państwo było jednak podporządkowane Związkowi Radzieckiemu. Faktyczną władzę w Korei Północnej sprawował radziecki przedstawiciel, a po ogłoszeniu niepodległości pierwszy ambasador ZSRR w Korei Północnej Tierientij Sztykow. Sztykow m.in. przeprowadził popularną wśród ludu reformę rolną z 1946, rozdając ziemie rolnikom.

Flaga Korei Północnej używana przez Koreański Komitet Wyzwolenia Narodowego (przed 1948 r.)

Na południu władzę objął reżim proamerykańskiego Rhee Syng-mana, wspieranego przez ultraprawicowe bojówki antykomunistyczne. 20 lipca 1948 roku Rhee został wybrany przez tamtejsze Zgromadzenie Narodowe na prezydenta Korei Południowej. Politycy z północnej części kraju odmówili udziału w zorganizowanych przez ONZ wyborach z 1948 roku, mających wyłonić władze całej Korei.

#### Ogłoszenie niepodległości przez oba państwa koreańskie

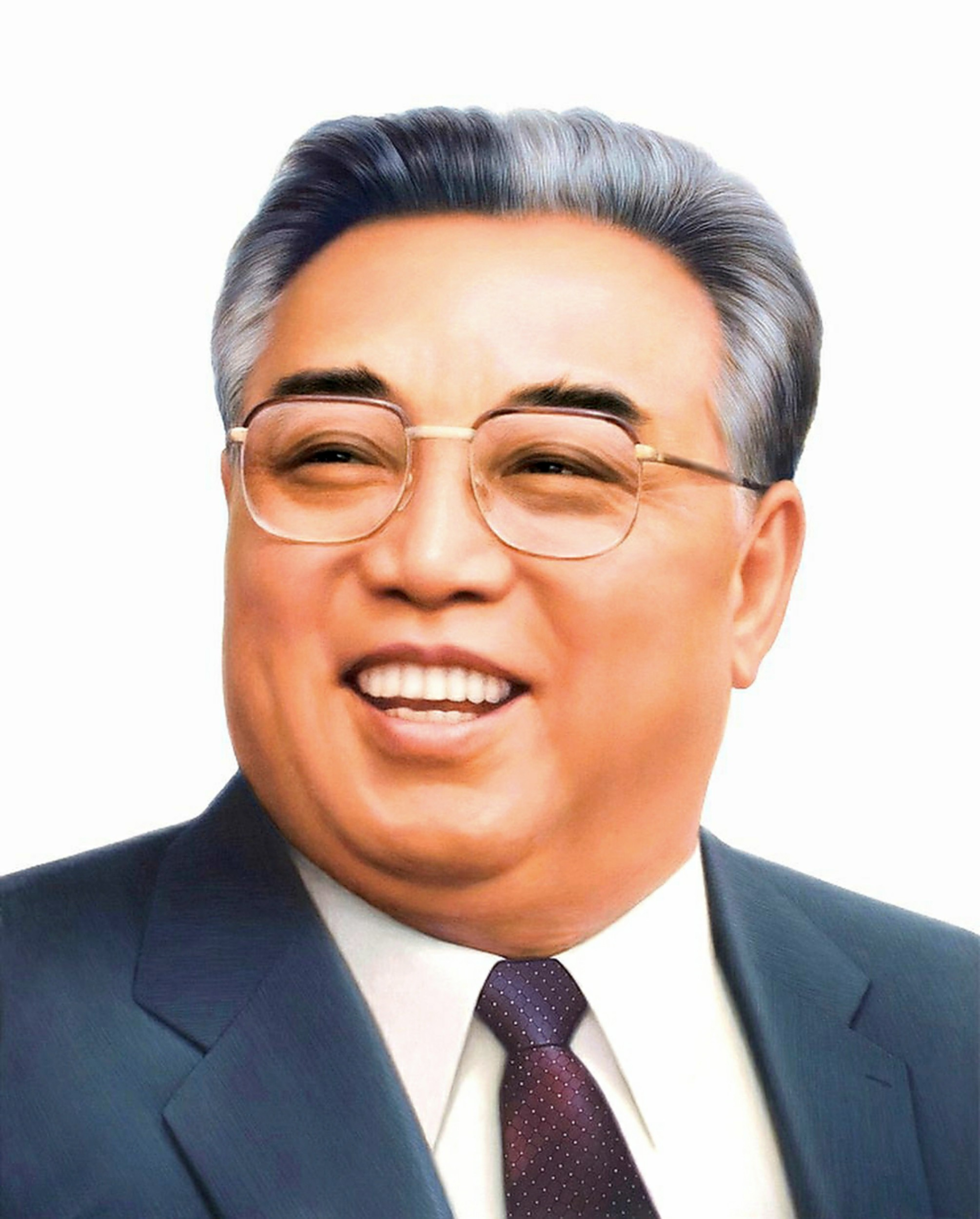
Kim Ir Sen (1912–1994) - Założyciel Korei Północnej

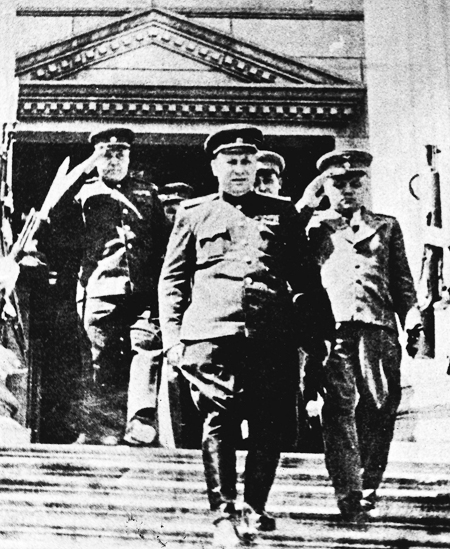
Tierientij Sztykow, faktyczny pierwszy przywódca Korei Północnej

Idea podziału stref wpływów na Półwyspie Koreańskim pojawiła się jeszcze w XIX wieku, gdy w 1896 roku została zaproponowana przez delegację Rosji podczas rokowań rosyjsko-japońskich. Po II wojnie światowej Stany Zjednoczone i ZSRR powróciły do tej koncepcji z pewnymi zmianami. Koree Południowa i Północna odpowiednio 15 sierpnia i 9 września 1948 roku ogłosiły niepodległość, roszcząc sobie prawo do administrowania na terenie całego kraju, w granicach dawnego Cesarstwa. W nowo powstałym państwie północnokoreańskim władzę objął Demokratyczny Front na rzecz Zjednoczenia Ojczyzny na czele z Partią Pracy Korei i Kim Ir Senem. W skład bloku weszły też umiarkowane, aczkolwiek sprzyjające komunistom Koreańska Partia Socjaldemokratyczna i Czondoistyczna Partia Czongu. W 1948 przeprowadzano wybory parlamentarne. W rzeczywistości były one farsą – wyniki ustalili Sowieci bez udziału koreańskich komunistów. Określono nie tylko podział miejsc pomiędzy partie, ale nawet ustalono liczbę kobiet, robotników i rolników w nowym parlamencie. W 1948 przyjęto pierwszą Konstytucję Korei Północnej, której tekst zredagowali w Moskwie Stalin i Sztykow.
Podział kraju na dwa państwa pogrzebał szanse na pokojowe zjednoczenie, które i tak było praktycznie nierealne. Żaden z rządów nie mógł zgodzić się na scenariusz zjednoczenia proponowany przez drugą stronę. Koreańczycy z Północy chcieli dokonać rewolucji komunistycznej na Południu przy wsparciu tamtejszych działaczy lewicowych i Związku Radzieckiego. Rhee Syng-man chciał likwidacji istniejących na Północy komunistycznych ośrodków władzy. Konflikt doprowadził do wybuchu wojny koreańskiej. W czerwcu 1949 roku z Korei Południowej wycofała się większość jednostek amerykańskiej armii, stacjonującej tam od 1945 roku. To bardzo osłabiło antykomunistyczny reżim, zarówno politycznie, jak i militarnie. Koreę Południową destabilizowały ponadto wewnętrzne walki (propółnocne powstanie Czedżu) i usilne zwalczanie opozycji przez rządzące tam frakcje (południowokoreański rząd więził ponad 30 000 domniemanych komunistów, i około 300 000 podejrzanych o sympatyzowanie z komunistami lub jakimikolwiek grupami opozycyjnymi). Widząc to, Kim Ir Sen zaproponował przywódcy ZSRR, Józefowi Stalinowi, zbrojną napaść na Południe, w celu zaprowadzenia tam siłą komunistycznej władzy. Rozwój radzieckiego programu nuklearnego oraz sukces chińskiej rewolucji Mao Zedonga (który w razie wybuchu wojny na Półwyspie Koreańskim zaproponował wysłanie do walki własnych wojsk) sprawiły, że Kim Ir Sen rozpoczął inwazję na Południe.

### Wojna Koreańska
Wojna Koreańska była konfliktem zbrojnym między dwiema Koreami – Północną i Południową, rozpoczętym przez Koreę Północną. Wybuch wojny poprzedziły liczne prowokacje na przebiegającej przez 38. równoleżnik granicy obu Korei. Nad ranem 25 czerwca 1950 roku wojska KRLD przekroczyły granicę Południa. Na początku duże sukcesy odnosili nacierający na południe żołnierze Koreańskiej Armii Ludowej. W dwa dni po wybuchu wojny, 27 czerwca 1950 roku, decyzję o zaangażowaniu wojsk amerykańskich w wojnę koreańską podjął ówczesny prezydent Stanów Zjednoczonych, Harry Truman. Jeszcze tego samego dnia Rada Bezpieczeństwa ONZ uchwaliła wysłanie do Korei sił międzynarodowych. Wsparcia militarnego armii Południa udzieliły międzynarodowe siły sformowane pod egidą Organizacji Narodów Zjednoczonych, w skład których wchodzili przede wszystkim Amerykanie. Do 5 września 1950 roku armii Północy udało się zepchnąć broniące się wojska Republiki Korei na maleńki fragment terytorium Półwyspu Koreańskiego wokół miasta Pusan, zamykając siły Korei Południowej i Stanów Zjednoczonych w tzw. worku pusańskim.

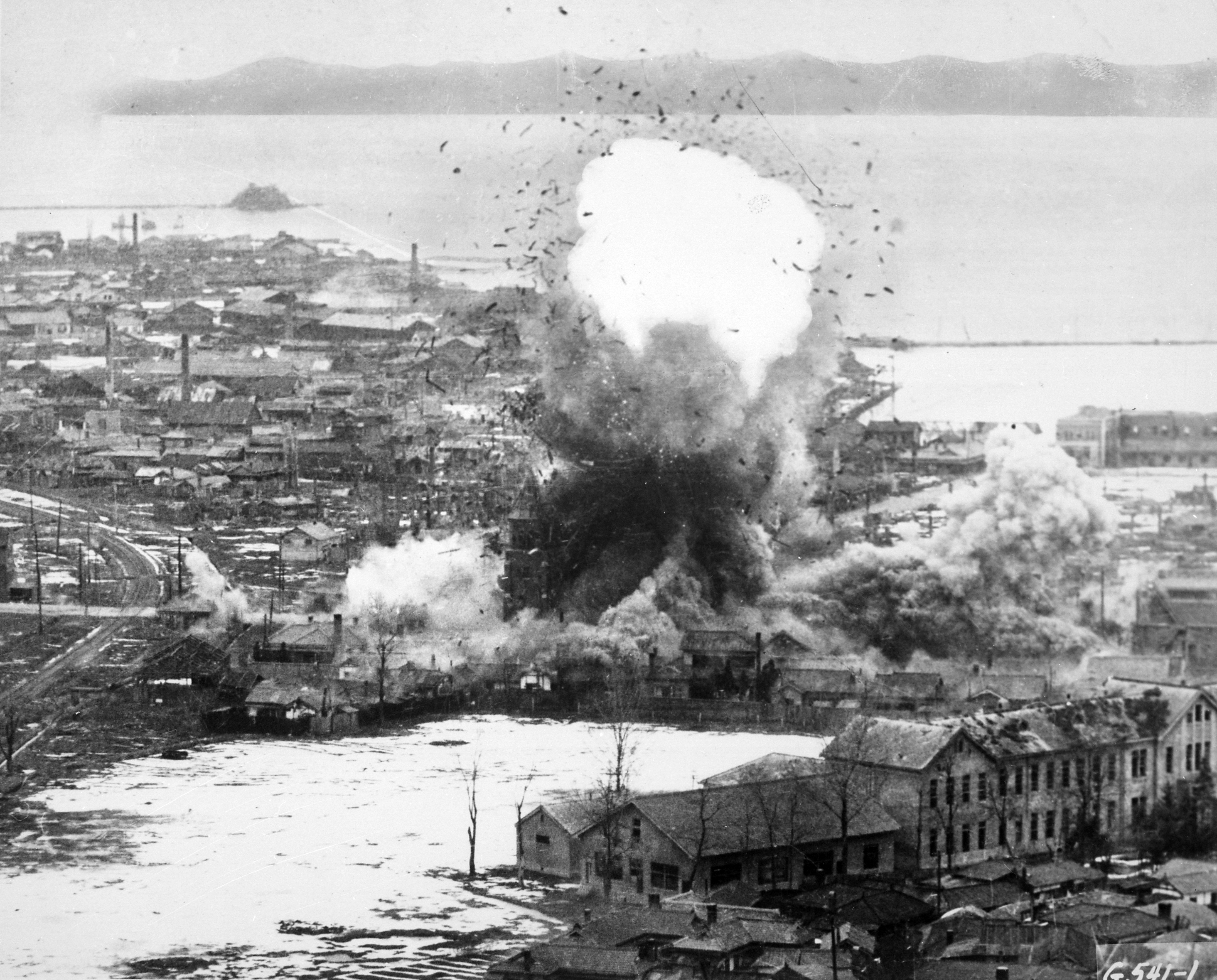
Amerykański nalot bombowy na miasto Wŏnsan, około 1951

Obrona trwała do 15 września 1950 i zakończyła się udaną ofensywą wojsk ONZ i Korei Południowej, skoordynowaną z lądowaniem wojsk sprzymierzonych pod Inczon i przełamaniem frontu, co zmusiło wojska Korei Północnej do odwrotu. Losy wojny odwróciły się jeszcze wielokrotnie do zawieszenia broni w lipcu 1953 roku. 25 października 1950 Mao Zedong wprowadził na front kilkusettysięczną armię Chińskich Ochotników Ludowych (ChOL). W okresie od kwietnia do maja 1951 roku wojska chińskie i północnokoreańskie przeprowadziły wielką ofensywę, która załamała się i czerwcowa kontrofensywa ONZ z powrotem przywróciła front na linii Kansas-Wyoming, która do dzisiaj stanowi granicę pomiędzy obydwoma państwami koreańskimi. Od tej pory działania wojenne przyjęły postać wojny pozycyjnej przeplatanej walkami niewielkich oddziałów. Chiny bezskutecznie prosiły o wsparcie ZSRR, Stalin zgodził się jednak jedynie na wysłanie Chińczykom sprzętu wojskowego z czym jednak zwlekał. Polityka ta spowodowana była chęcią utrzymania ZSRR w neutralności. Rządy KRLD i Chin w trakcie działań wojennych otrzymały różnorakie wsparcie ze strony Indii i niektórych państw bloku wschodniego.
Działania zbrojne przerwało podpisanie porozumienia rozejmowego 27 lipca 1953 roku (nie był to jednak formalny traktat pokojowy). Rozejm został podpisany przez przedstawicieli Korei Północnej (w osobie Kim Ir Sena jako zwierzchnika armii Korei Północnej), Chin Ludowych (przedstawiciel: Peng Dehuai – dowódca Ochotników Ludowych) oraz Organizacji Narodów Zjednoczonych, reprezentowanej przez głównodowodzącego wojsk Narodów Zjednoczonych, amerykańskiego generała Marka W. Clarka. Nieobecność i brak podpisu przedstawiciela Republiki Korei (czyli Korei Południowej) stanowiły przez długie lata pretekst dla KRLD do odmowy rozpoczęcia rozmów pokojowych z Południem, które dla Koreańczyków z Północy nie było stroną konfliktu. W wyniku wojny zginęło, zostało rannych lub uznano za zaginionych łącznie około 4 milionów ludzi po obu stronach konfliktu. Dokładne straty poniesione przez strony konfliktu i ludność cywilną są trudne do oceny ze względu na zróżnicowanie danych i brak swobodnego dostępu historyków do materiałów archiwalnych, szczególnie północnokoreańskich i chińskich. Według orientacyjnych szacunków, po stronie ONZ i Korei Południowej zginęło 447 tys. osób, 547 tys. zostało rannych. Mniej dokładne obliczenia po stronie północnej mówią o 800 tys. zabitych i rannych, oraz ok. 900 tys. wśród Chińczyków.
Nad przestrzeganiem rozejmu czuwali inspektorzy sił rozjemczych (Komisja Nadzorcza Państw Neutralnych) rozmieszczeni po obu stronach tej linii, na północy Polacy oraz Czesi i Słowacy, a na południu Szwajcarzy i Szwedzi. Siedzibą delegacji Polski i Czechosłowacji była miejscowość Panmundżom. Po szykanach amerykańskich w 1956 roku Szwedzi zwinęli swoje posterunki. W przypadku Czechosłowacji (potem Czech) i Polski po zmianach politycznych w 1989 roku, władze KRLD zaczęły także szykanować ich przedstawicieli tak, że ci w końcu wyjechali. Do dziś polska delegacja, od 1996 roku złożona z zaledwie 2 żołnierzy (z reguły generała brygady i pułkownika) doraźnie, 3 lub 4 razy do roku przyłącza się do pracujących w zmarginalizowanej komisji Szwedów i Szwajcarów, wizytujących linię demarkacyjną. Od 2018 r. szefem polskiej delegacji jest płk Andrzej Różyński. W najważniejszym okresie istnienia KNPN, tuż po zakończeniu wojny koreańskiej, w latach 1953–1955 polska delegacja do Komisji liczyła ok. 300 osób.
Na mocy porozumienia do dziś oba państwa koreańskie formalnie znajdują się w stanie wojny. Pokój trwa tylko dzięki zawieszeniu broni. Z powodu napiętej sytuacji oba państwa koreańskie zostały przyjęte do Organizacji Narodów Zjednoczonych dopiero 17 września 1991 roku. 26 maja 2009 roku władze KRLD dokonały jednostronnego wypowiedzenia porozumienia rozejmowego.

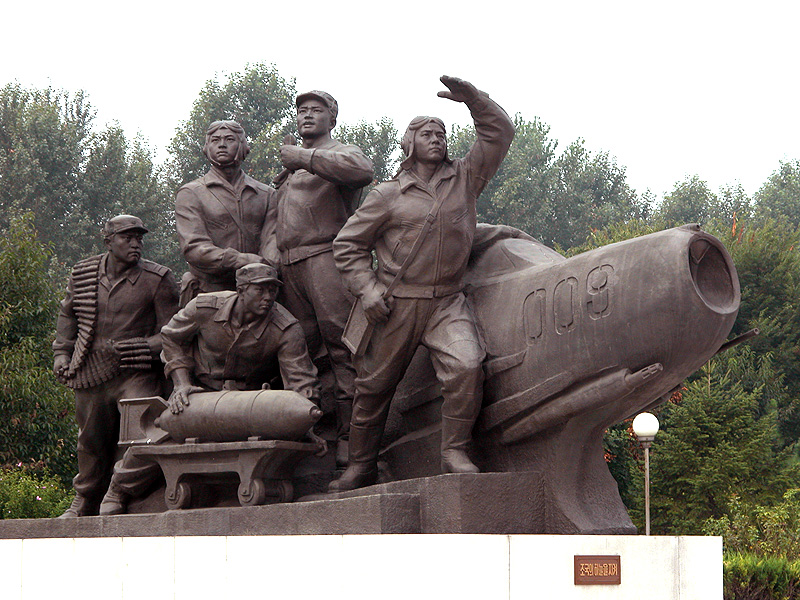
Pomnik Wojny Koreańskiej w Pjongjangu

### W pierwszych latach po zakończeniu Wojny Koreańskiej
W polityce wewnętrznej wojna stała się pretekstem dla Kim Ir Sena do likwidacji opozycji i militaryzacji kraju. Po zakończeniu działań wojennych następowała stopniowa odbudowa KRLD ze zniszczeń. Od 1954 roku w gospodarce wprowadzono centralne planowanie, a priorytet miał rozwój ciężkiego przemysłu. Sytuacja polityczno-gospodarcza KRLD pozostała skomplikowana ze względu na stopniowo zachodzący rozłam radziecko-chiński i na skutek zerwania z polityką stalinizmu przez Nikitę Chruszczowa na XX Zjeździe KPZR. Bierne stanowisko ZSRR już w okresie wojny koreańskiej znacznie wpłynęło na osłabienie wpływów sowieckich na osobę Kim Ir Sena i Partię Pracy. Wzajemne relacje pogorszyły się jeszcze bardziej po tym, gdy Chruszczow wezwał Kim Ir Sena do Moskwy latem 1956 roku, a na miejscu udzielił nagany w związku z nieprzeprowadzeniem procesu destalinizacji w jego kraju. Wkrótce protesty przeciwko stalinizmowi w Korei rozpoczęły się w samej partii rządzącej – 30 sierpnia 1956 czołowy działacz Partii Pracy Choe Chang-ik wygłosił przemówienie, atakując Kima za nadmierne skupienie w swoich rękach władzy i skupienie gospodarki na przemyśle. W odpowiedzi na krytykę Kim obiecał przeprowadzić reformy, do których jednak nigdy nie doszło, a opozycja partyjna została usunięta z organów władzy.
Położenie KRLD polepszyło rozpoczęcie się rozłamu sowiecko-chińskiego. W trakcie rozłamu Kim manewrował pomiędzy oboma socjalistycznymi mocarstwami. W 1961 roku podpisał traktat o przyjaźni i wzajemnej współpracy z Zhou Enlai, a następnie udał się do ZSRR i podpisał podobny traktat. Od 1962 roku w kwestiach ideologicznych poparł Komunistyczną Partię Chin. Zwłaszcza po XXII Zjeździe KPZR, Partia Pracy skrytykowała sowieckich przywódców za rewizjonistyczną politykę, oraz za teorię Chruszczowa o pokojowym współistnieniu. W 1962 roku Korea Północna poparła Chiny w wojnie z Indiami oraz skrytykowała wycofanie się ZSRR z kryzysu kubańskiego. Związek Radziecki odpowiedział odcinając pomoc dla KRLD, przyczyniając się do poważnego osłabienia przemysłu Korei Północnej. Pomocy nie mogły udzielić także Chiny, pogrążone w chaosie rewolucji kulturalnej. Rewolucja kulturalna spowodowała w końcu wycofanie się Korei z poparcia dla Chin, zarzucając Mao dogmatyzm i lekkomyślność, a nawet oskarżając o przyjęcie „teorii permanentnej trockistowskiej rewolucji”, która była uważana za poważną herezję w świecie komunistycznym.

### Przyjęcie idei Dżucze
Ideologiczny spór zarówno z KPZR, jak i KPCh ostygł w przeciągu lat 60. Kierownictwo Partii Pracy ostatecznie zachowało neutralność w konflikcie między mocarstwami. Neutralność poskutkowała uruchomieniem w 1966 roku programu dżucze, mającego doprowadzić KRLD do zupełnej samowystarczalności i niezależności. W 1968 roku KRLD wzięła do niewoli amerykański okręt wojenny USS Pueblo. Zatrzymanie okrętu wojennego dowodzi, że Kim Ir Sen realizował własną strategię zimnej wojny, niezależną od ZSRR i Chin. W 1975 roku KRLD, chcąc po raz kolejny zademonstrować swoją niezależność, przystąpiła do ruchu państw niezaangażowanych. W tym czasie w KRLD zaczął rozbudowywać się kult jednostki Kima, a coraz większą rolę w rządzącej partii zaczęła mieć rodzina przywódcy.
Pod koniec lat 60. powrócił problem relacji Południe – Północ. W dalszym ciągu w Korei Południowej stacjonowały wojska amerykańskie a granice Korei dzielił szeroki na cztery i długi na 238 kilometrów pas niezamieszkanej ziemi – strefa zdemilitaryzowana. Jej środkiem biegła linia demarkacyjna. W 1968 roku doszło do wzajemnych starć między siłami KRLD a Koreą Południową i Stanami Zjednoczonymi, w wyniku których po obu stronach poległo kilkuset żołnierzy. Od 1971 roku ruszyły negocjacje międzykoreańskie. W latach 80. rząd KRLD podpisał z Koreą Południową układ o pojednaniu i nieagresji.

### Współcześnie
Gospodarka północnokoreańska do późnych lat 70. była uznawana za silniejszą od południowokoreańskiej. Poważne kłopoty zaczęły się w latach 90., kiedy silnym ciosem okazał się rozpad ZSRR i związane z tym zerwanie strategicznych umów handlowych. Rozwiązanie ZSRR skłoniło KRLD do nieznacznej liberalizacji gospodarki. W 1991 roku z inicjatywy Kima powstała Specjalna Strefa Ekonomiczna Rajin-Sonbong, znajdująca się przy granicy z Chinami i Rosją. Równocześnie Kim stale rozwijał armię, która w 1992 roku liczyła już milion żołnierzy. Na podstawie Rezolucji Rady Bezpieczeństwa ONZ nr 702 z 8 sierpnia 1991 roku Korea Północna została członkiem ONZ.

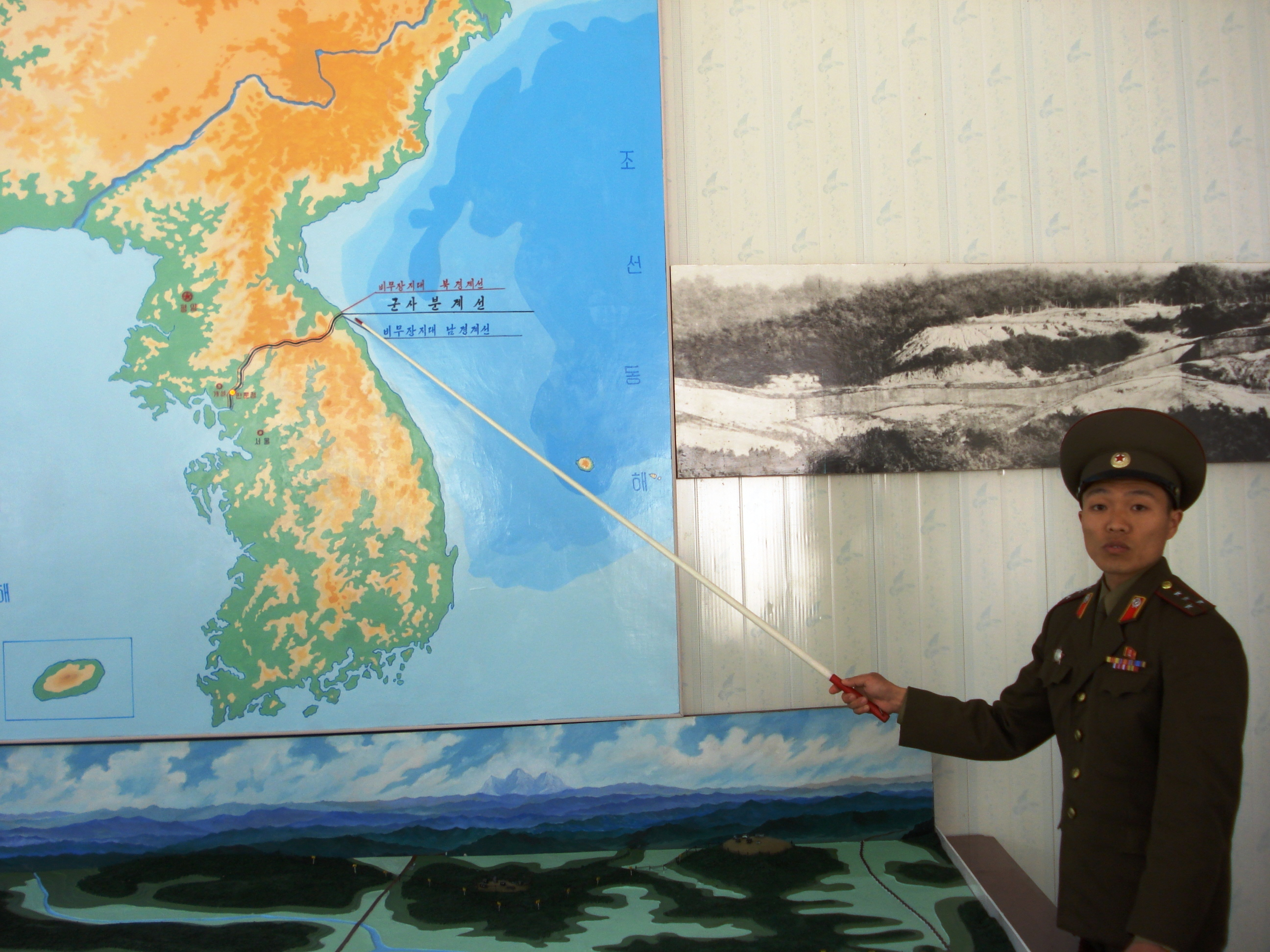
Żołnierz Koreańskiej Armii Ludowej na mapie Korei wskazuje położenie strefy zdemilitaryzowanej

W lipcu 1994 Kim Ir Sen zmarł na atak serca – faktycznym przywódcą Korei Północnej stał się jego syn Kim Dzong Il.

#### Rządy Kim Dzong Ila
Po objęciu przez niego funkcji przewodniczącego partii rozpoczął się kurs zmian ideologicznych, a już w maju 1998 roku po raz pierwszy poinformowano o doktrynie Songun, która trzy lata później została oficjalnie przyjęta jako doktryna partyjna. W latach 90. XX wieku rząd KRLD musiał zmierzyć się z klęską głodu, która ogarnęła kraj w latach 1995–1999. Kim po coraz większych problemach żywnościowych zwrócił się o pomoc do ONZ. Pomoc humanitarną udzieliły takie organizacje międzynarodowe jak: Cap Anamur, Lekarze bez Granic, Oxfam, Action Internationale Contre la Faim i CARE. Pomoc humanitarna została wstrzymana na skutek wprowadzenia zakazu dostarczania żywności bezpośrednio do mieszkańców. W 1998 roku rząd przyjął też nową wersję konstytucji. Kolejną konstytucję przyjęto w 2009 roku. Nowa wersja konstytucji posiada sześć artykułów więcej niż poprzednia z 1998 roku. Sekcja 2 Rozdziału VI „Przewodniczący i Narodowa Komisja Obrony” jest całkowicie nowa, a w artykułach 29 i 40 (odpowiednio Ekonomia i Kultura) słowo „komunizm” zostało usunięte, co stanowi część północnokoreańskiej polityki wycofania się z odwołań do tej ideologii.
Po śmierci Kim Dzong Ila (17 grudnia 2011) nowym przywódcą partii i państwa ogłoszony został jego syn Kim Dzong Un, który był przez Kim Dzong Ila mianowany na następcę, mimo tego, iż zgodnie z zasadami panującymi w Korei Północnej, w której od przejęcia władzy przez Kim Ir Sena panuje zasada dynastii, władzę powinien przejąć Kim Dzong Nam. Nie został mianowany władcą, ponieważ został zatrzymany na lotnisku w Japonii, gdzie miał fałszywy paszport, w którym w języku mandaryńskim widniało fałszywe nazwisko 胖熊 (transkrypcja pàng xióng), co dosłownie oznacza w języku polskim Gruby Misiu. Przez ten incydent nie mógł przejąć władzy w KRL-D. Po tym zdarzeniu Kim Dzong Nam krytykował brata i swojego zmarłego ojca – mówił, że Jeżeli w Korei Północnej panuje reżim dynastyczny, to powinienem przejąć władzę.

#### Rządy Kim Dzong Una
Pogrzeb Kim Dzong Ila odbył się 28 grudnia 2011 roku. Po tym zdarzeniu Kim Dzong Un faktycznie przejął władzę. Kraj pogrążył się w żałobie. Na pogrzebie panowała zbiorowa histeria. Ludzie masowo rozpaczali, lecz wiele wątpliwości co do prawdziwej żałoby Koreańczyków, wywołały nagrania z wystawienia ciała władcy. Eksperci u wielu ludzi zamiast żałoby zauważali spazmy lękowe. Nagrania z tego wydarzenia obiegły cały świat.
W 2012 roku Kim Dzong Un ogłosił reformy ekonomiczne, w ramach których powstały wspólne z Chinami projekty gospodarcze. Prowadzona przez przywódcę polityka gospodarcza miałaby prowadzić do zwiększenia dostępności produktów krajowych i napędzenia handlu międzynarodowego z Koreą Północną. Miały one „otworzyć” Koreę Północną na świat. W programie reform było zawarte, że państwowe spółki nie będą musiały całego kapitału odprowadzać do państwa, lecz będą mogły jego część zachować.
W 2013, tuż po objęciu rządów przez Kim Dzong Una, ONZ po raz pierwszy poruszyło problem praw człowieka w Korei. Opublikowany w 2014 roku raport zawierał informacje, że około 200 tysięcy Koreańczyków przetrzymywanych jest w obozach pracy, w których dochodzi do nieludzkich tortur i eksperymentów na ludziach. Zostały one porównane do nazistowskich obozów zagłady. W raporcie były zawarte informacje, że minimum 3 miliony Koreańczyków cierpiało z powodu głodu, który często zmuszał ich do kanibalizmu. W raporcie zawarto informacje, że Korea Północna zaopatruje w broń organizacje terrorystyczne typu ISIS, fałszuje dolary amerykańskie, eksportuje na cały świat narkotyki, panuje tam skrajna korupcja, nie istnieje wolność słowa, kobiety są sprzedawane za granicę, łamane są ich prawa.
12 lutego 2013 Korea Północna przeprowadziła podziemną próbę jądrową. Od tamtej pory stosunki Korei Północnej z USA i z Koreą Południową stały się bardzo napięte. Szczególnie napięcie na linii Pjongjang – Seul wzrosło w maju 2015 roku, gdy Kim Dzong Un zagroził atakami na flotę południowokoreańską.
27 marca 2015 ONZ przyjęła rezolucję potępiającą porwania cudzoziemców na terenie Korei Północnej.
20 sierpnia 2015 o godzinie 17:00 czasu lokalnego (08:30 czasu polskiego) siły Korei Północnej ostrzelały Koreę Południową. Do rządu w Seulu dotarła wiadomość o postawieniu przez Koreę Północną ultimatum – zażądano wstrzymania puszczania propagandowych komunikatów nadawanych przez Seul na granicy łączącej oba państwa, na spełnienie dano 48 godzin. Korea Południowa odpowiedziała ogniem artyleryjskim kalibru 155 mm z dział samobieżnych. Władze Korei Południowej również oskarżyły Pjongjang o podłożenie min, które eksplodowały 4 sierpnia, raniąc dwóch żołnierzy w czasie rutynowego patrolu. Jeden z nich stracił obie nogi, a drugi – jedną.
6 stycznia 2016 roku w Korei Północnej miała miejsce kolejna próba jądrowa (przez rząd w Pjongjangu nazwana próbą małej bomby wodorowej). Wywołała ona trzęsienie ziemi o sile 5,1 w skali Richtera. Próbę odnotowały obserwatoria sejsmologiczne w Stanach Zjednoczonych, Japonii, Chinach oraz Korei Południowej. Rząd południowokoreański podał w wątpliwość to, że była to próba wodorowa.

## Podział administracyjny
Od 2005 roku w Korei Północnej są dwa miasta bezpośrednio administrowane przez rząd (kor. Chikhalsi; 직할시; 直轄市), trzy regiony specjalne oraz dziewięć prowincji.
Miasta administrowane centralnie
- Pjongjang (P’yŏngyang Chikhalsi); 평양직할시; 平壤直轄市
- Rasŏn (Rajin-Sŏnbong Chikhalsi) (라선(라진-선봉)특별시; 羅先 (羅津-先鋒) 特別市)

### Regiony specjalne
- Obszar Przemysłowy Kaesŏng (Kaesŏng Kong-ŏp Chigu; 개성공업지구; 開城工業地區)
- Turystyczny Region Kŭmgangsan (Kŭmgangsan Kwangwang Chigu; 금강산관광지구; 金剛山觀光地區)
- Specjalny Region Administracyjny Sinŭiju (Sinŭiju T'ŭkbyŏl Haengjeonggu; 신의주특별행정구; 新義州特別行政區)

### Prowincje
- Chagang (Chagang-do; 자강도; 慈江道)
- Hamgyŏng Północny (Hamgyŏng-pukto; 함경북도; 咸鏡北道)
- Hamgyŏng Południowy (Hamgyŏng-namdo; 함경남도; 咸鏡南道)
- Hwanghae Północne (Hwanghae-pukto; 황해북도; 黃海北道)
- Hwanghae Południowe (Hwanghae-namdo; 황해남도; 黃海南道)
- Kangwŏn (Kangwŏndo; 강원도; 江原道)
- P’yŏngan Północny (P’yŏngan-pukto; 평안북도; 平安北道)
- P’yŏngan Południowy (P’yŏngan-namdo; 평안남도; 平安南道)
- Ryanggang (Ryanggang-do; 량강도; 兩江道)

### Największe miasta
|    | Miasto                   | Hangul | Hancha | Liczba mieszkańców (2008)        |  |
| -- | ------------------------ | ------ | ------ | -------------------------------- |  |
| 1  | Pjongjang                | 평양   | 平壤   | 3 255 288                        |  |
| 2  | Hamhŭng (wraz z Hŭngnam) | 함흥   | 咸興   | 768 551 (w tym Hŭngnam – 99 994) |  |
| 3  | Ch’ŏngjin                | 청진   | 清津   | 667 929                          |  |
| 4  | Nampo                    | 남포   | 南浦   | 366 815                          |  |
| 5  | Wŏnsan                   | 원산   | 元山   | 363 127                          |  |
| 6  | Sinŭiju                  | 신의주 | 新義州 | 359 341                          |  |
| 7  | Tanch’ŏn                 | 단천   | 端川   | 345 875                          |  |
| 8  | Kaech’ŏn                 | 개천   | 价川   | 319 554                          |  |
| 9  | Kaesŏng                  | 개성   | 開城   | 308 440                          |  |
| 10 | Sariwŏn                  | 사리원 | 沙里院 | 307 764                          |  |
| 11 | Sunch’ŏn                 | 순천   | 順川   | 297 317                          |  |
| 12 | P’yŏngsŏng               | 평성   | 平城   | 284 386                          |  |
| 13 | Haeju                    | 해주   | 海州   | 273 300                          |  |
| 14 | Kanggye                  | 강계   | 江界   | 251 971                          |  |
| 15 | Tŏkch’ŏn                 | 덕천   | 德川   | 237 133                          |  |
| 16 | Anju                     | 안주   | 安州   | 240 117                          |  |
| 17 | Kimch’aek                | 김책   | 金策   | 207 299                          |  |
| 18 | Rasŏn                    | 라선   | 羅先   | 196 954                          |  |
| 19 | Kusŏng                   | 구성   | 龜城   | 196 515                          |  |
| 20 | Hyesan                   | 혜산   | 惠山   | 192 680                          |  |

## Polityka

### Ustrój polityczny
Koreańska Republika Ludowo-Demokratyczna oficjalnie określa się republiką socjalistyczną w swojej konstytucji, jest ona jednak w rzeczywistości totalitarną dyktaturą. Ma ona jednoizbowy parlament – Najwyższe Zgromadzenie Ludowe, w którym zasiada 687 deputowanych. Są oni wybierani w drodze bezpośredniego, ogólnego, równego, tajnego głosowania na 5-letnią kadencję. Izba działa w systemie sesyjnym. Sesje zwykłe zwoływane są przez Prezydium NZL. Nadzwyczajne obrady mogą zostać zwołane również przez Prezydium lub na wniosek co najmniej ⅓ ogólnej liczby deputowanych. Do uznania sesji NZL za ważną potrzebne jest kworum co najmniej ⅔ ogólnej liczby deputowanych. Przewodniczącym Prezydium Najwyższego Zgromadzenia Ludowego KRLD jest obecnie Ch’oe Ryong Hae. Zarówno czynne, jak i bierne prawo wyborcze obywatele Korei Północnej nabywają w wieku 17 lat.
Korea Północna, mimo istnienia trzech partii politycznych, jest de facto państwem o ustroju jednopartyjnym, rządzonym przez Demokratyczny Front na rzecz Zjednoczenia Ojczyzny z Partią Pracy Korei na czele. Pozostałe partie wchodzące w skład Frontu to Koreańska Partia Socjaldemokratyczna i Czundoistyczna Partia Czongu. Władza sprawowana jest w sposób totalitarny w oparciu o stworzoną przez Kim Ir Sena ideę dżucze, zakładającą niezależność państwa w budowie socjalizmu. Formalnie idea dżucze stała się państwową ideologią KRLD po wpisaniu jej do konstytucji w 1972 roku, jednak po raz pierwszy została wyłożona przez Kim Ir Sena już pod koniec 1955 roku. Koreańska Republika Ludowo-Demokratyczna nie jest więc państwem komunistycznym, a od 2009 roku władze Korei Północnej rozpoczęły wykreślanie odniesień sugerujących komunistyczny ustrój i charakter państwa z konstytucji oraz z innych oficjalnych dokumentów.
Korea Północna jest państwem, w którym istnieje kult jednostki w odniesieniu do przywódców państwa. Zmarłemu w 1994 roku Kim Ir Senowi nadano tytuł Wiecznego Prezydenta. Protokolarne funkcje głowy państwa (na przykład przyjmowanie listów uwierzytelniających od przyjeżdżających do Korei Północnej ambasadorów) pełni Ch’oe Ryong Hae, przewodniczący parlamentu. Praktyczną władzę pełnili w praktyce przedstawiciele klanu Kimów.

### Polityka zagraniczna

#### Stosunki międzykoreańskie
Na mocy porozumienia rozejmowego z 27 lipca 1953 do dziś oba państwa koreańskie formalnie znajdują się w stanie wojny. Pokój trwa tylko dzięki zawieszeniu broni, a obie Koree wzdłuż 38. równoleżnika utrzymują najbardziej ufortyfikowaną granicę międzypaństwową na świecie.
W 1998 roku klęska gospodarcza KRLD z lat 90., w związku z którą Korea Południowa zgodziła się wesprzeć północnego sąsiada, przyczyniła się do polepszenia stosunków dyplomatycznych z Koreą Południową. W 2000 roku Kim Dzong Il spotkał się w stolicy KRLD z prezydentem Korei Południowej Kim Dae-jungiem, w trakcie spotkania podpisano deklarację przewidującą rozwój współpracy; dzięki tej deklaracji zapoczątkowano m.in. spotkania rozłączonych przez wojnę koreańską rodzin. Rząd Południa określił politykę prowadzoną względem Północy do 2008 roku mianem tzw. słonecznej polityki. W 2002 roku rządy obu Korei utworzyły wspólny Obszar Przemysłowy Kaesŏng. Po objęciu w Stanach Zjednoczonych rządów przez George’a Busha i ogłoszeniu przez niego rewizji polityki względem Korei Północnej doszło też do pogorszenia stosunków między obiema Koreami, m.in. zaczęły występować przerwy w kontaktach dyplomatycznych, a w połowie 2002 roku miało miejsce poważne starcie okrętów obu Korei. Pomimo problemów starano się utrzymać dobre stosunki, kontynuując dotychczasowe inicjatywy.
Na początku 2009 roku relacje międzykoreańskie stały się bardzo napięte. Korea Północna wypowiedziała niektóre porozumienia z sąsiadami, rozmieściła przy granicy z Południem nowe rakiety, a także groziła Stanom Zjednoczonym i Korei Południowej, by nie ingerowały w zaplanowane wystrzelenie północnokoreańskiego satelity, Kwangmyŏngsŏng-2. Stosunki międzykoreańskie skomplikowały się jeszcze bardziej po zatopieniu należącej do południowokoreańskiej marynarki wojennej korwety Cheonan, 26 marca 2010 roku. Zginęło 46 marynarzy. Międzynarodowa komisja ekspertów 20 maja 2010 roku jednoznacznie orzekła, że do tragedii doszło po, dokonanym z premedytacją, zatopieniu okrętu przez torpedę wystrzeloną z Korei Północnej. Władze KRLD stanowczo zaprzeczyły tym oskarżeniom. Prezydent Korei Południowej Lee Myung-bak zapowiedział nałożenie na Północ sankcji ekonomicznych za atak.
W marcu 2013 roku Korea Północna zerwała wszystkie układy o nieagresji z Koreą Południową, wyłączyła gorącą linię telefoniczną i zamknęła międzykoreańskie przejście graniczne w Panmundżom w reakcji na uchwalenie przez Radę Bezpieczeństwa ONZ nowych sankcji wobec Korei Północnej, które natomiast były reakcją na kolejną próbną eksplozję nuklearną.
Na początku 2018 roku stosunki polityczne uległy nagłej poprawie. 27 kwietnia 2018 roku przywódca KRLD Kim Dzong Un i prezydent Korei Południowej Moon Jae-in spotkali się razem w Domu Pokoju w Panmundżom. Przedstawiciele półwyspu postanowili przeprowadzić całkowitą denuklearyzację Korei i podpisać traktat pokojowy, który miałby skończyć wojnę koreańską.

#### Stosunki zChińską Republiką LudowąiFederacją Rosyjską

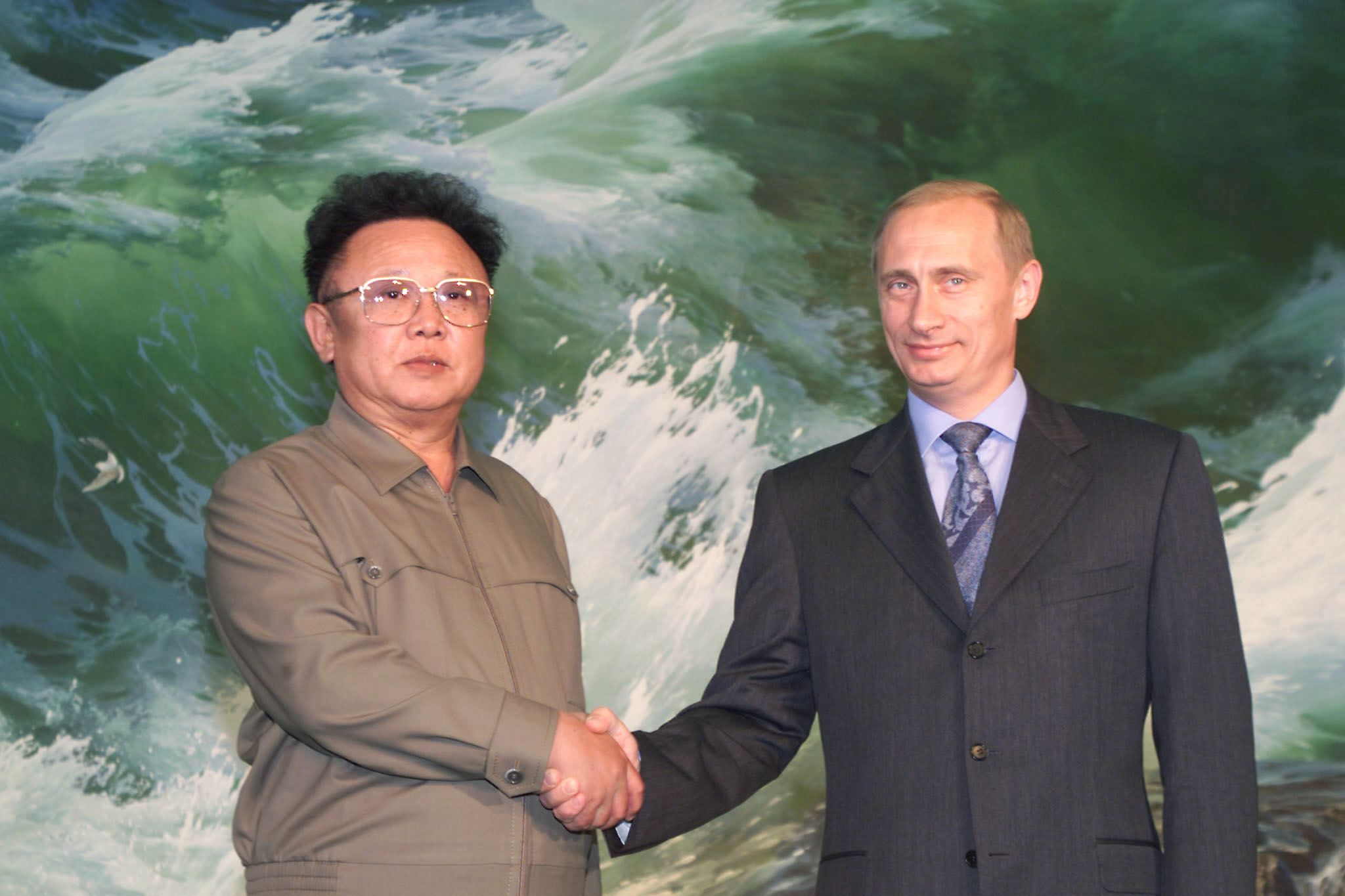
Ówczesny przywódca Korei Północnej Kim Dzong Il z prezydentem Rosji Władimirem Putinem

Najbliższe i najcieplejsze relacje dyplomatyczne Korea Północna utrzymuje z Chińską Republiką Ludową i Rosją. Upadek komunizmu w Europie Środkowo-Wschodniej, a szczególnie problemy polityczne i gospodarcze Rosji po rozpadzie Związku Radzieckiego, spowodowały drastyczne ograniczenie pomocy tego państwa dla KRLD. W latach 90. ChRL pomimo kryzysu kontynuowała wspieranie Korei Północnej na podobnym poziomie, jak w poprzedniej dekadzie. Na prośbę władz ChRL, w 2007 roku Korea Północna rozpoczęła wznoszenie muru i ogrodzeń z drutu kolczastego na niektórych odcinkach granicy koreańsko-chińskiej, by utrudnić obywatelom swojego kraju nielegalne przekraczanie granicy, często w celu ucieczki do Korei Południowej. Oprócz ChRL, sojusznikami KRLD w Azji są przede wszystkim inne socjalistyczne państwa tego kontynentu – Wietnam, Laos. Większość państw utrzymujących stosunki dyplomatyczne z Koreą Północną nie ma ambasady w Pjongjangu. Ich interesy reprezentują akredytowani ambasadorowie z placówek w Pekinie lub Seulu.

#### Stosunki zPolską

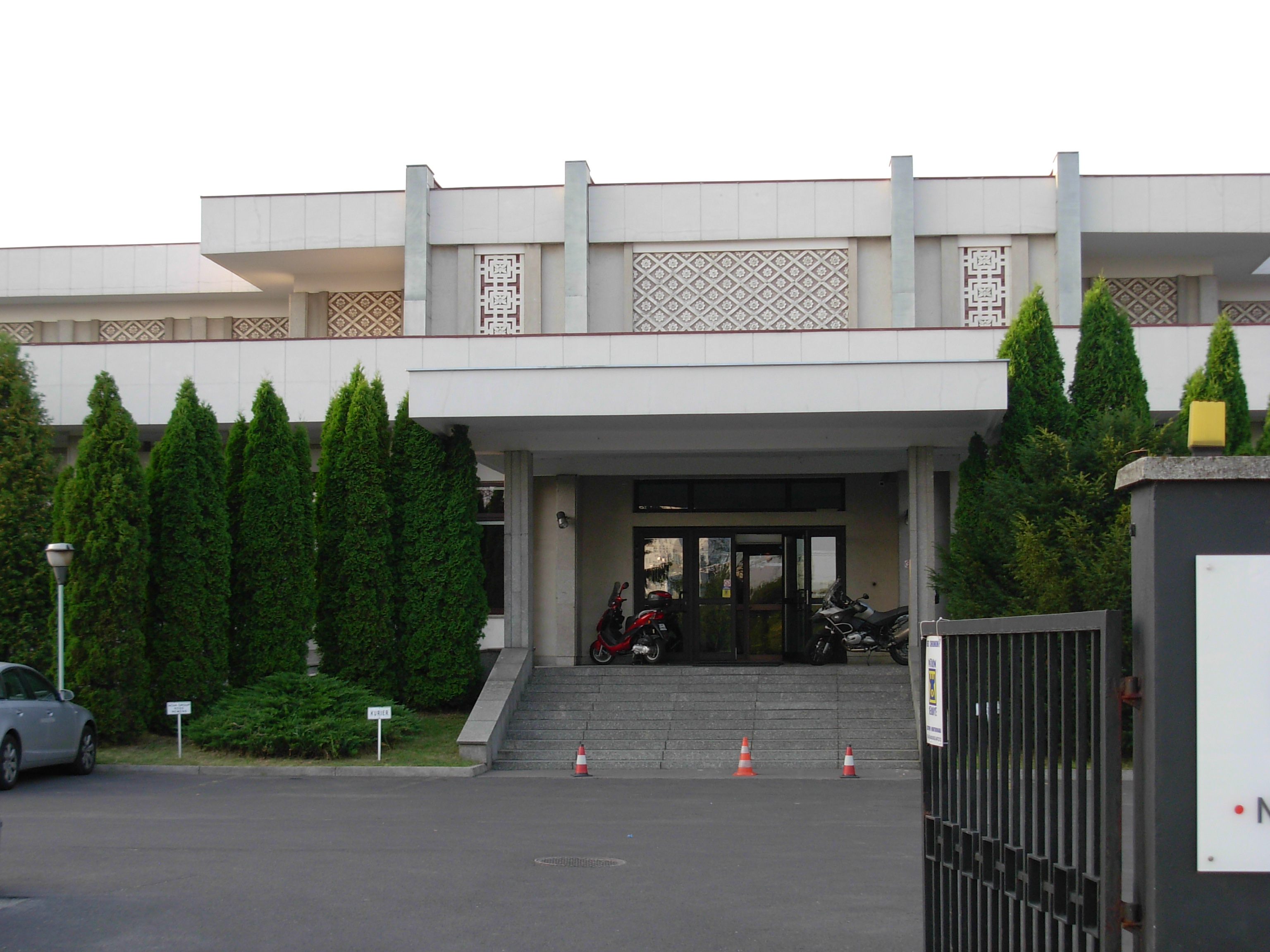
Budynek ambasady Korei Północnej w Warszawie

Koreańska Republika Ludowo-Demokratyczna utrzymywała niezbyt ożywione kontakty polityczne z PRL. W 1951 r. z ogarniętej wojną Korei przywieziono do Polski 1500 dzieci-sierot, które w 1959 r. musiały powrócić do Korei ze względu na trwającą w Polsce odwilż polityczną, która nie podobała się Pjongjangowi. Obecnie relacje są dość chłodne. Ambasadorem KRLD w Warszawie od 17 listopada 1998 roku był młodszy, przyrodni brat Kim Dzong Ila, Kim P’yŏng Il – syn Kim Ir Sena z drugiego małżeństwa z Kim Sŏng Ae. Od 24 marca 2015 roku funkcję tę pełni Geun Ri. Polska jest jednym z kilku państw europejskich (obok Bułgarii, Czech, Niemiec, Szwecji i Wielkiej Brytanii), które mają swoją ambasadę w stolicy KRLD, Pjongjangu. Od 26 czerwca 2014 roku ambasadorem RP w Korei Północnej jest Krzysztof Ciebień. Polska utrzymywała kontakty gospodarcze z KRLD m.in. poprzez Koreańsko-Polskie Towarzystwo Żeglugowe Chopol, które było jedyną firmą z polskim kapitałem funkcjonującą w Korei Północnej. Firma posiadała także biuro w Gdyni.

#### Stosunki z Malezją
W 2003 roku oba państwa otworzyły ambasady, a w 2009 roku Malezja jako jedyne państwo umożliwiła obywatelom Korei Północnej ruch bezwizowy. Od tego czasu w Malezji pracowało ok. 300 północnokoreańskich górników. Rosły także obroty handlowe, które w 2015 roku sięgnęły 22,5 mln dolarów. Początkiem kryzysu w stosunkach dwustronnych stał się zamach na Kim Dzong Nama, który przeprowadzono w Kuala Lumpur 13 lutego 2017 roku.

#### Stosunki z innymi państwami
W latach zimnej wojny Korea prowadziła niezależną politykę i pomimo nominalnie socjalistycznego charakteru państwa nie utrzymywała bliższych relacji z blokiem wschodnim. Jedynymi bliższymi komunistycznymi partnerami KRLD pozostawały Niemiecka Republika Demokratyczna rządzona przez Ericha Honeckera i Jugosławia Josipa Broz Tity, w latach 70. do tego grona dołączyła Rumunia Nicolae Ceaușescu. Ceaușescu po wizycie w azjatyckim kraju i powrocie do Rumunii zaczął nawet wprowadzać elementy polityki zainspirowane ideą dżucze.
Korea nawiązała w tamtych latach bliższe relacje z państwami arabskimi i nieznacznie wsparła je militarnie w czasie wojny Jom Kipur, którą Arabowie toczyli z Izraelem. W latach 80. XX wieku ważnym sojusznikiem Korei Północnej stał się Iran, od którego Korea zakupiła technologie atomowe oraz wsparła Irańczyków materialnie w trakcie wojny z Irakijczykami. Innym cennym sojusznikiem KRLD w regionie Bliskiego Wschodu był Pakistan. Korea Północna według części informacji wysłała swój personel do Syrii, gdzie wsparł on budowę syryjskiego programu atomowego. Kim Dzong Il wsparł następnie rząd Syrii w trakcie wojny domowej w tym kraju. Rząd Kim Ir Sena nawiązał współpracę wojskową z kilkoma państwami Afryki, w tym z Zimbabwe, którego to armię trenowali północnokoreańscy oficerowie.

### Programy atomowy i kosmiczny
7 maja 2005 roku amerykański satelita szpiegowski odkrył przypuszczalne przygotowania do pierwszego testu broni nuklearnej KRLD. Jak wynika ze zdjęć, Korea Północna przygotowywała się do testów podziemnych. 10 lipca 2005 roku północnokoreańskie władze zakomunikowały, że posiadają broń nuklearną oraz zerwały rozmowy sześciostronne, tłumacząc swoją decyzję „nieczystymi intencjami” Stanów Zjednoczonych. Pierwszą próbę jądrową w KRLD przeprowadzono 9 października 2006 roku. Ładunek miał moc ok. 4 kiloton. Sankcje uchwalone 17 października 2006 roku przez Radę Bezpieczeństwa ONZ w następstwie północnokoreańskiej próby jądrowej (Rezolucja Rady Bezpieczeństwa ONZ nr 1718) Koreańczycy z Północy uznali za wypowiedzenie wojny. Druga podziemna próba jądrowa ładunku o mocy ok. 20 kiloton została przeprowadzona 25 maja 2009 roku, około godziny 2:15 czasu polskiego, jednocześnie z próbą rakiet średniego zasięgu. Druga próba jądrowa stanowiła pogwałcenie rezolucji ONZ nr 1718. W związku z rozwijaniem przez KRLD programu nuklearnego prowadzone były rozmowy sześciostronne, których uczestnikami są przedstawiciele rządów obu państw koreańskich, Rosji, Chińskiej Republiki Ludowej, Japonii i Stanów Zjednoczonych. 17 lipca 2007 roku inspektorzy Organizacji Narodów Zjednoczonych dokonali inspekcji w pięciu ośrodkach badań atomowych w Korei Północnej. W lipcu 2007 rząd wyłączył reaktor i od tego momentu rozpoczęła się denuklearyzacja KRLD w zamian za pomoc gospodarczą od Korei Południowej. 5 listopada 2007 amerykańscy wysłannicy rozpoczęli pracę nad wygaszaniem reaktora, a 27 czerwca 2008 20-metrowa chłodnia kominowa reaktora została wysadzona w powietrze w obecności licznej grupy dziennikarzy i dyplomatów. Zniszczenie charakterystycznej budowli było symbolem zakończenia rozmów nad przerwaniem koreańskiego programu zbrojeń nuklearnych. Do rozwijania programu atomowego powrócił Kim Dzong Un, w okresie rządów którego miały miejsce kolejne próby jądrowe (m.in. 12 lutego 2013 oraz 6 stycznia 2016).
Dużą inwestycją rządu KRLD jest północnokoreański program kosmiczny, w ramach którego otworzono Kosmodrom Sohae. Znajduje się on w prowincji P’yŏngan Północny, nad brzegiem Morza Żółtego. Budowa kosmodromu rozpoczęła się w latach 90., jednak nabrała przyspieszenia około 2008 r., a została ukończona w 2011 roku.

## Siły zbrojne

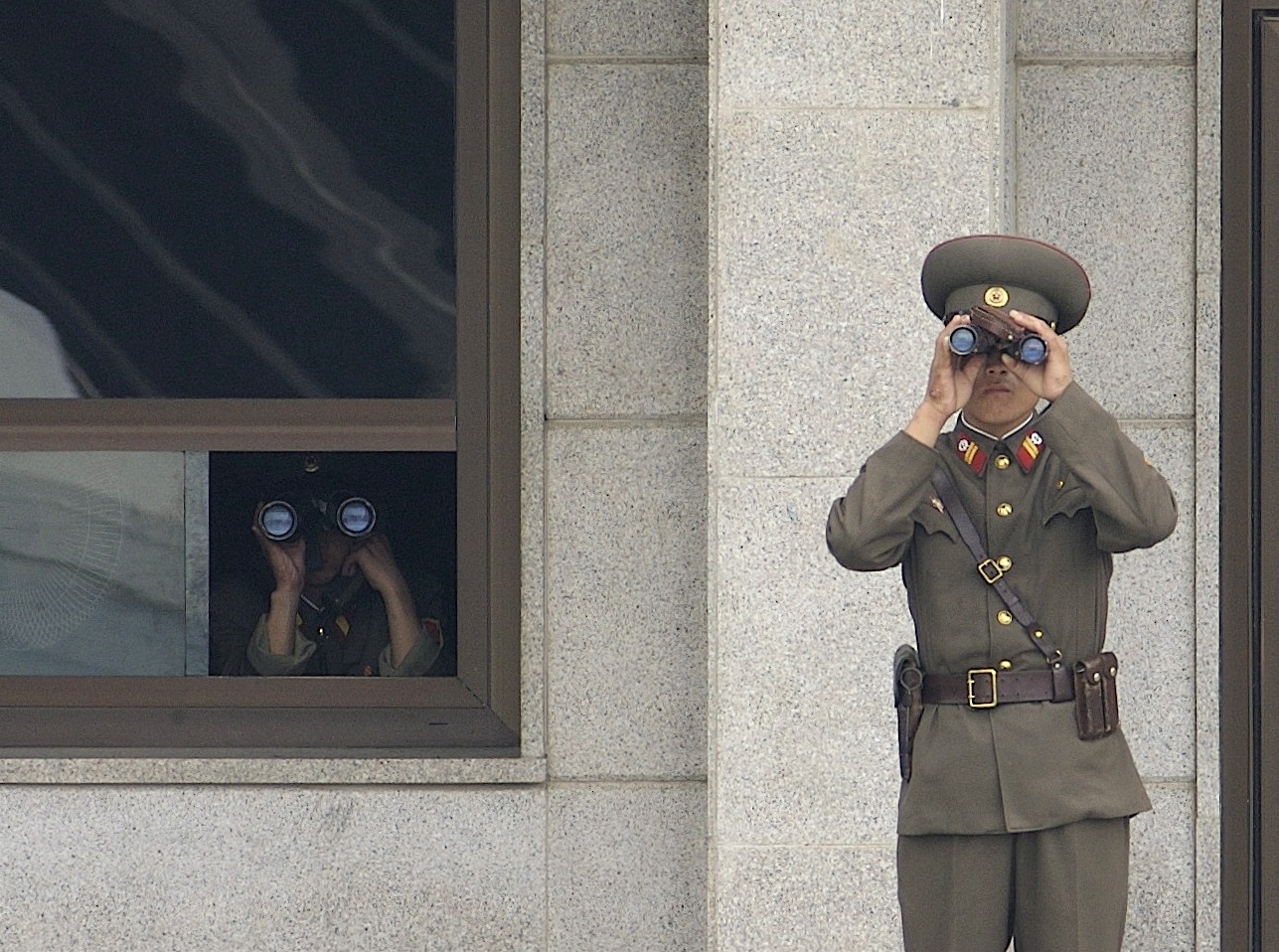
Żołnierze Koreańskiej Armii Ludowej obserwują południową część strefy zdemilitaryzowanej na granicy obu Korei

Siły zbrojne Korei Północnej stanowi Koreańska Armia Ludowa. W jej skład wchodzi pięć rodzajów sił: wojska lądowe, marynarka wojenna, lotnictwo, dowództwo artylerii i dowództwo operacji specjalnych. Według danych Departamentu Stanu USA, Koreańska Armia Ludowa jest piątą pod względem liczebności armią świata, z łączną liczbą żołnierzy i oficerów w służbie czynnej wynoszącą ok. 1 200 000 osób. Tym samym wśród obywateli KRLD, jedna piąta mężczyzn w przedziale wiekowym 17–54 lata służy w siłach zbrojnych. Z taką liczebnością żołnierzy jest najbardziej zmilitaryzowanym państwem świata, biorąc pod uwagę odsetek obywateli w czynnej służbie wojskowej. Według oficjalnych informacji, podanych przez północnokoreańskie media, w 2009 roku wydatki Korei Północnej na wojsko miały wynieść 15,8% budżetu państwa.
Koreańska Armia Ludowa posiada bardzo duży i zróżnicowany arsenał sprzętu i wyposażenia na wypadek działań wojennych, w tym: 4060 czołgów, 2500 transporterów opancerzonych, 17 900 stanowisk artylerii (w tym moździerzy), 11 000 stanowisk obrony przeciwlotniczej. Marynarka wojenna KAL posiada 915 jednostek pływających różnego typu. Ponadto w lotnictwie KRLD służy 1748 statków powietrznych. W skład arsenału północnokoreańskich sił zbrojnych wchodzi także około 10 tysięcy pocisków przeciwpancernych i ręcznych systemów obrony przeciwlotniczej. Siły specjalne i rozpoznawcze liczą według różnych źródeł, od 88 do nawet 200 tysięcy żołnierzy. Koreańska RLD posiada arsenał broni chemicznej, biologicznej i jądrowej.
W Korei Północnej mocno rozwijany jest przemysł zbrojeniowy. Eksporter broni i systemów rakietowych. W kwietniu 2009 roku ONZ wskazała Koreańskie Przedsiębiorstwo Górnictwa i Rozwoju Handlu (ang. Korea Mining and Development Trading Corporation, KOMID) jako główny podmiot w handlu bronią prowadzonym przez KRLD, oraz jako najważniejszego eksportera tej broni za granicę. Ważnym ogniwem dla północnokoreańskiej zbrojeniówki jest także przedsiębiorstwo Korea Ryonbong.
Siły zbrojne satrapii dysponują pociskami rakietowymi o zasięgu ponad 1000 km.

## Gospodarka

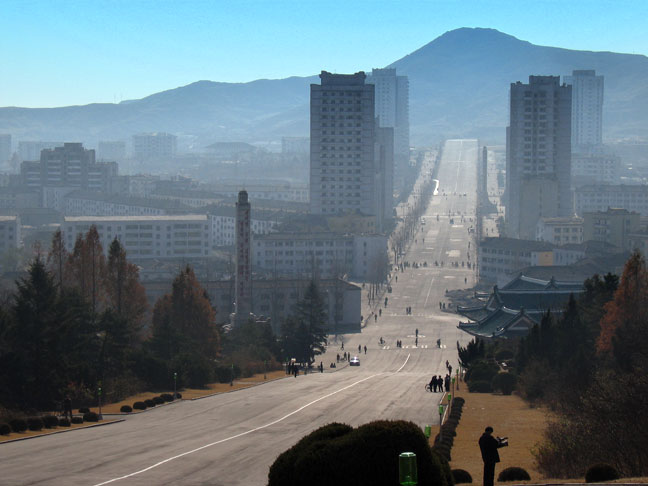
Obszar Przemysłowy Kaesŏng

W latach 60. i 70. XX wieku, przy pomocy centralnie sterowanej ekonomii, Korei Północnej udawało się utrzymać względnie wysoki wzrost gospodarczy. Gospodarka północnokoreańska do późnych lat 70. była silniejsza od gospodarki Południa. Gospodarcze kłopoty zaczęły się w latach 90., gdy Korea straciła cenne źródło umów handlowych jakim był ZSRR. Współcześnie Korea Północna ma najniższy na świecie wskaźnik wolności gospodarczej co spowodowane jest tym, że opiera się ona na autarkicznej doktrynie dżucze. Gospodarka Korei Północnej jest współcześnie podporządkowana produkcji wojskowej. Na produkcję wojskową przeznaczane jest około 25% PKB, a 20% mężczyzn w wieku 17–54 lat pozostaje w czynnej służbie wojskowej. W przeszłości na produkcję wojskową Korea przeznaczała powyżej 30% PKB.
W dwóch obecnie istniejących na świecie państwach z gospodarką centralnie planowaną, zarówno w Korei Północnej, jak i na Kubie, państwowe zakłady przemysłowe wytwarzają przeważającą ilość obecnych na tamtejszych rynkach dóbr. Struktura gospodarki składa się w 47,8% z przemysłu, 31,5% z usług i 20,7% z rolnictwa (stan na 2010 rok). Tamtejszy rząd prowadzi politykę izolacji – odmawia uczestniczenia w międzynarodowym handlu i publikowania danych ekonomicznych, limitując w ten sposób ilość dostępnych na ten temat informacji. Dane ekonomiczne takie jak bilans handlowy KRLD są szacowane przez zagraniczne ośrodki na podstawie liczb publikowanych przez państwa, z którymi Korea Północna prowadzi wymianę gospodarczą.
W latach 1999–2009 przyrost PKB Korei Północnej oscylował między wartościami −3% i 3,7%. W latach 2009–2010 spadł odpowiednio o 0,9% i 0,5%. PKB Korei Północnej (30 bilionów wonów) jest około 40 razy mniejsze od PKB Korei Południowej (1,173 biliarda wonów). Rozwój gospodarczy utrzymuje się na poziomie 1–3% rocznie od 2000:
| 2000 | 2001 | 2002 | 2003 | 2004 | 2005 | 2006 | 2007 | 2008 | 2009 |
| ---- | ---- | ---- | ---- | ---- | ---- | ---- | ---- | ---- | ---- |
| 1,3% | 3,7% | 1,2% | 1,8% | 2,2% | 1,0% | 1,6% | 1,8% | 3,7% | 3,7% |

Ogromne środki są w gospodarce Korei Północnej pochłaniane przez ręczne sterowanie kluczowymi inwestycjami przez przywódców partyjnych. Życzenia Kim Ir Sena czy Kim Dzong Ila są traktowane jako polecenia (gyoshi, bang zim), których naruszenie jest traktowane jako złamanie dyscypliny partyjnej, nawet jeśli są wzajemnie sprzeczne lub absurdalne z inżynierskiego lub ekonomicznego punktu widzenia. Do tego typu inwestycji należą nieukończony monumentalny hotel Ryugyŏng, kombinat przemysłowy Dae An, fabryka samochodów Pyeonghwa (znana z fatalnej jakości kopii Mercedesa pod nazwą Kaengsaeng), farma Hwanghae Namdo. Inwestycje te były rozpoczynane w wyniku decyzji politycznej lub ideologicznej (wykazanie wyższości gospodarki socjalistycznej), kosztem setek milionów dolarów i bez szans na faktyczne uruchomienie – na przykład północnokoreańska sieć energetyczna nie dysponowała mocą odpowiednią do zasilania kombinatu Dae An.
Korea Północna posiada znaczne zasoby surowców mineralnych. Na świecie jest 18. największym producentem żelaza i cynku. 22. miejsce pod względem posiadanych złóż węgla. Jest również 15. największym producentem fluorytu i 12. co do wielkości producentem miedzi i soli w Azji. Inne duże zasoby naturalne używane w produkcji to ołów, wolfram, grafit, magnezyt, złoto, piryty i energia wodna.
Centralnie planowana gospodarka prowadzi oficjalnie darmową dystrybucję racji żywnościowych, mieszkań, ochrony zdrowia i szkolnictwa. System podatkowy został zniesiony w 1974 roku.

### Rolnictwo

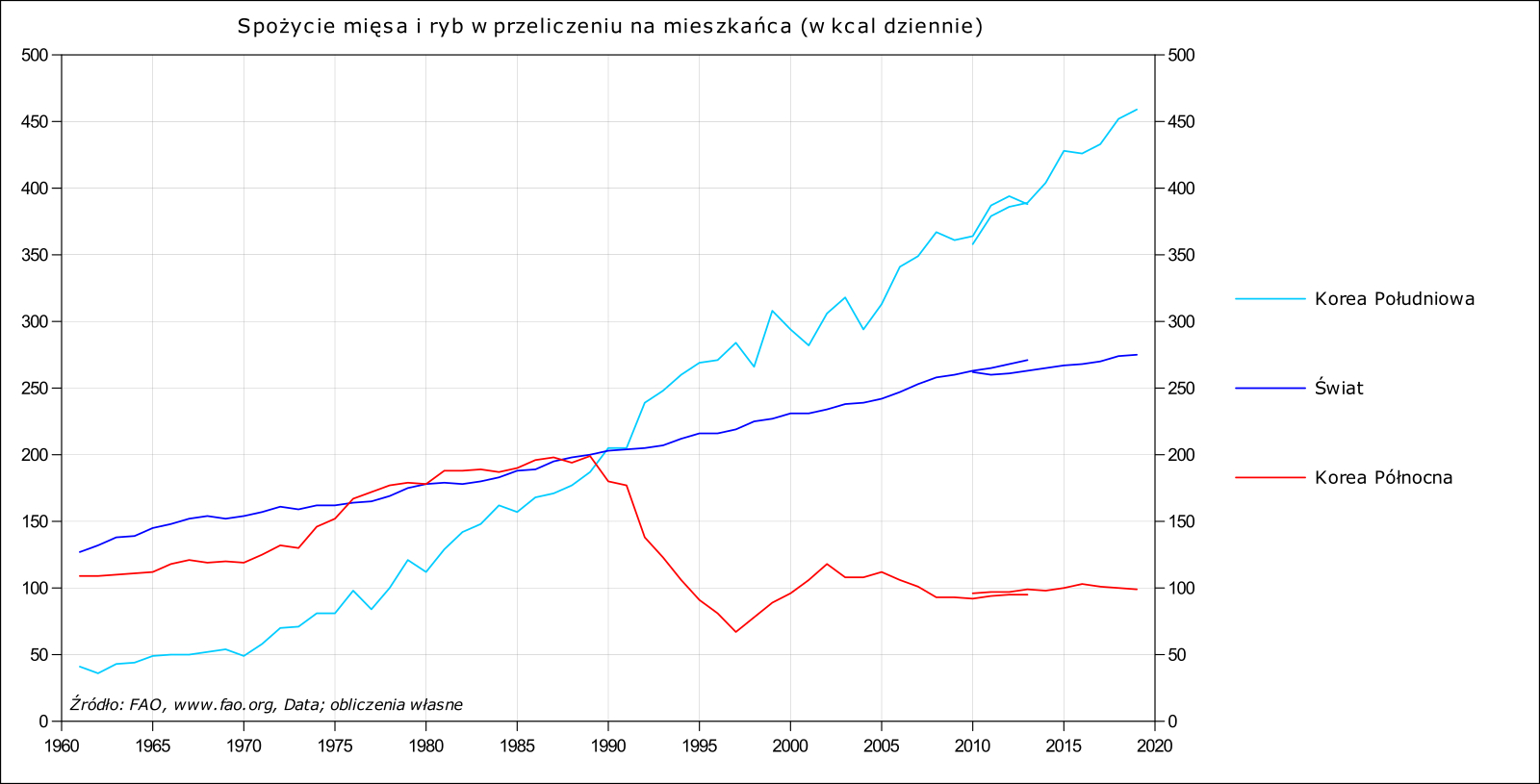
Spożycie mięsa i ryb w Korei Południowej i Północnej (w kcal dziennie)

Według FAO Korea Północna zajmuje 10. miejsce na świecie pod względem produkcji świeżych owoców oraz 19. miejsce pod względem produkcji jabłek (stan na rok 2005). Równocześnie jednak pod względem produkcji żywności kraj od dawna pozostaje uzależniony od pomocy zagranicznej. Do połowy lat 80. produkcja żywności w Korei Północnej zaspokajała w pełni potrzeby wewnętrzne. Pod koniec lat 80. zbiegły się dwa wydarzenia – wyjałowienie gleby uprawianej w sposób niezwykle intensywny od lat 70. XX wieku oraz upadek bloku wschodniego, który odciął kraj od dostaw taniego paliwa i nawozów sztucznych kupowanych do tej pory głównie w ZSRR. Oba te czynniki spowodowały zapaść produkcji rolnej na początku lat 90. W połączeniu z niekorzystnymi warunkami pogodowymi wywołały one najtragiczniejszą w historii Korei plagę głodu w latach 1994–1998. Priorytet w scentralizowanych dostawach żywności w tym czasie miały wojsko i członkowie partii oraz mieszkańcy stolicy. Ponieważ produkcja żywności poza państwowym systemem nie istniała, szacunkowo umrzeć mogło ponad 2 mln osób (10% populacji). Według organizacji Food First duży wpływ na kryzys żywnościowy Korei Północnej ma również ideologia dżucze, narzucająca izolacjonizm i samowystarczalność kraju. Ta jest jednak fizycznie niemożliwa biorąc pod uwagę fakt, że na 12 mln hektarów powierzchni kraju, 80% to tereny górzyste, a jedynie 14% nadaje się pod uprawy. Ponadto znaczna część kraju jest wyjałowiona i pozbawiona dziko rosnącej roślinności, która jest zbierana na opał, pożywienie dla ludzi i zwierząt, podobnie jak dzika zwierzyna.
Ze względu na korzystne warunki pogodowe w 2003 roku rolnictwo Korei Północnej uzyskało rekordowe w całej dekadzie plony. Pomimo tego nadal występowały niedobory żywności – w 2004 roku nadal ok. 6,4 mln osób było uzależnionych od pomocy zagranicznej. Według FAO sytuacja będzie się pogarszać ze względu na fatalny stan rolnictwa (np. jedynie połowa traktorów jest na chodzie i nawet te są w fatalnym stanie technicznym). 90% nawozów sztucznych jest importowanych lub przekazywanych bezpłatnie przez Koreę Południową. Po 2002 roku wskutek częściowego uwolnienia cen przy utrzymaniu centralnego planowania i nieefektywnej produkcji kołchozowej w kraju znacząco wzrosły ceny żywności (np. z 0,9 won/kg ryżu do 46 won/kg). Normą żywieniową dla ludności miejskiej jest 575 g zboża. W praktyce większość osób otrzymuje jedynie 319 g, co zaspokaja około połowy średniego zapotrzebowania kalorycznego.

### Liberalizacja gospodarki
W 1984 roku władze Korei Północnej dopuściły możliwość powstawania spółek typu joint venture. Rozwiązanie ZSRR skłoniło KRLD do pewnej liberalizacji gospodarki. W 1991 roku z inicjatywy Kim Ir Sena powstała Specjalna Strefa Ekonomiczna Rajin-Sonbong. Kim Dzong Il rozwinął strefę i w efekcie, według jego rządu, miała ona od 1996 roku przyciągnąć inwestycje o wartości ponad 300 mln USD i stanowić dogodne miejsce lokowania kapitału. Strefa przyciągnęła głównie inwestorów chińskich. W celu rozwoju handlu z Chinami Kim w 2010 roku wyremontował graniczny most na rzece Tuman, a w maju 2011 roku podjął decyzję o budowie nowoczesnych dróg mających połączyć ją z chińskim Hunchun. W tym samym czasie władze północnokoreańskie zezwoliły na stałe wjazdy chińskich turystów do strefy Rajin-Sonbong. W sierpniu 2011 roku w Korei odbyły się czterodniowe targi międzynarodowe które miały skłonić zagranicznych inwestorów do inwestycji na terenie tego państwa. Kim otworzył się na ograniczone relacje handlowe z Południem które objęły utworzenie w 2010 roku pierwszej firmy typu joint venture z udziałem kapitału południowokoreańskiego (wcześniej przedsiębiorstwa z Korei Południowej poza Obszarem Przemysłowym Kaesŏng nie mogły inwestować w KRLD) a już parę lat wcześniej rozpoczął eksport produktów żywnościowych na Południe które produkowane były z użyciem zakupionych na zachodzie technologii.
Od lipca 2002 roku Korea Północna rozpoczęła inny eksperyment z kapitalizmem, tym razem w Przemysłowym Regionie Kaesŏng, tuż przy granicy z Południem. Niewielka liczba innych obszarów została określona jako Regiony Specjalne, między innymi Sinŭiju niedaleko granicy z Chinami. Kontynentalne Chiny oraz Korea Południowa są największymi partnerami handlowymi kraju. W roku 2003 obrót w kontakcie z Chinami wzrósł o 38% i wyniósł 1,02 miliarda dolarów, a z południowym sąsiadem o 12% do 724 milionów dolarów od początku rozpoczęcia eksperymentu. W ciągu jednego roku, od 2002 do 2003, liczba abonentów telefonii komórkowej wzrosła z 3000 do około 20 000. Jednakże od czerwca 2004 roku telefony komórkowe zostały znowu oficjalnie zakazane. Obserwuje się wzrost liczby i znaczenia targów, jarmarków, czy rynków z artykułami rolniczymi i żywnością w Kaesŏng, Pjongjang, a także na granicy chińsko-koreańskiej.
W celu zahamowania szalejącej inflacji, 1 grudnia 2009 roku w KRLD przeprowadzono denominację wona w stosunku 100 do 1, dając czas obywatelom na wymianę waluty zaledwie kilka dni, do 6 grudnia 2009, przy czym obowiązywał limit 100 tysięcy wonów (ok. 35 $) na osobę, podniesiony następnie do 300 tysięcy. Wzbudziło to zamieszki w kraju, a obywatele palili banknoty, które uznali za bezwartościowe. Kolejnym krokiem w walce z inflacją był zakaz używania obcych walut w Korei, który wszedł w życie 28 grudnia 2009 roku.
Po 2010 roku władze Korei Północnej zaczęły dopuszczać prywatną działalność gospodarczą. Zmiana polityki w tym zakresie wynikła z załamania systemu kartkowego i następującego po nim głodu w latach 90. XX wieku. W tym okresie mieszkańcy kraju zaczęli handlować i karczować tereny pod prywatne uprawy. W sierpniu 2012 władze KRLD zdecydowały o częściowym urynkowieniu gospodarki, m.in. o zezwoleniu na swobodny handel, prowadzenie zakładów rzemieślniczych i ustalanie cen na towary i usługi. W tych latach w Korei Północnej istniało 400 000 małych zakładów usługowych i 100 000 fabryk, sklepów i firm transportowych, zaczął pojawiać się także prywatny, nielegalny sektor finansowy. Co najmniej 40% aktywności gospodarczej odbywało się wówczas w szarej strefie, a 83% mieszkańców kraju czerpało część dochodów z handlu. Kim Dzong Un zaczął kierować działaczy państwowych do innych krajów, celem odbycia przez nich studiów w zakresie zarządzania. Kolejny pakiet reform gospodarczych o nazwie „środki z 30 maja” przyjęto w 2014 roku. W ramach zmian dano dyrektorom przedsiębiorstw swobodę w zakupach surowców, technologii, części zamiennych, wyborze rynków zbytu, polityce zatrudnienia i poziomie wynagrodzeń. Ważnym elementem reformy z 2012 roku stało się zachęcanie do zakładania 5–6-osobowych zespołów produkcyjnych (w praktyce rodzinnych), które mogły otrzymać w dzierżawę ziemię od państwowych gospodarstw w zamian za przekazanie państwu 70% zysków z uprawy. System ten zastąpił rozwiązanie uprzednie, w którym rolnicy całą produkcję oddawali spółdzielni, w zamian otrzymując racje żywnościowe. Pakiet reform otrzymał nazwę „środki z 28 czerwca”. Pozytywne skutki zmian były widoczne już w 2013 roku, gdy po raz pierwszy od 30 lat Korea Północna zdołała wyprodukować żywność w ilości bliskiej spożyciu. Pozytywne efekty skłoniły władzę do przyjęcia w 2014 roku kolejnej tury reform, w tym w systemie rolnym, która obniżyła daninę na rzecz państwa do 40% plonów i zwiększyła dopuszczalną wielkość dzierżawionej działki z 100m² do 3.300 m².

### Turystyka

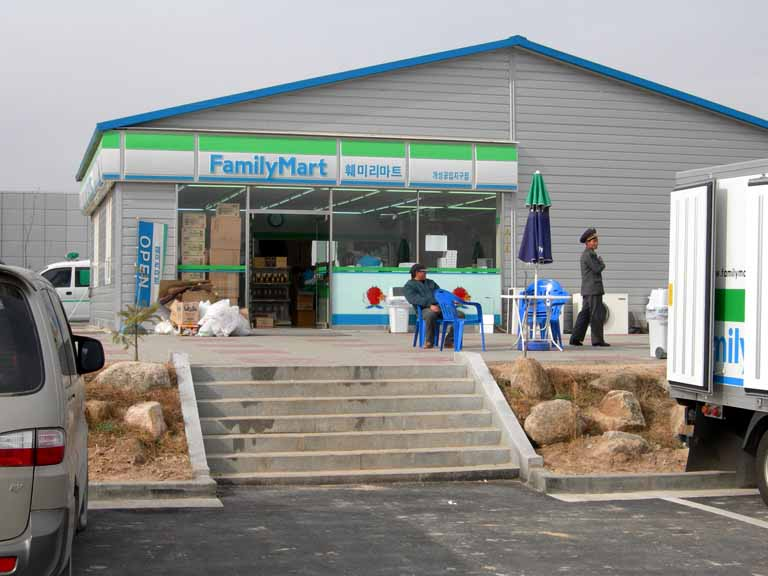
Sklep japońskiej sieci FamilyMart na terenie Obszaru Przemysłowego Kaesŏng

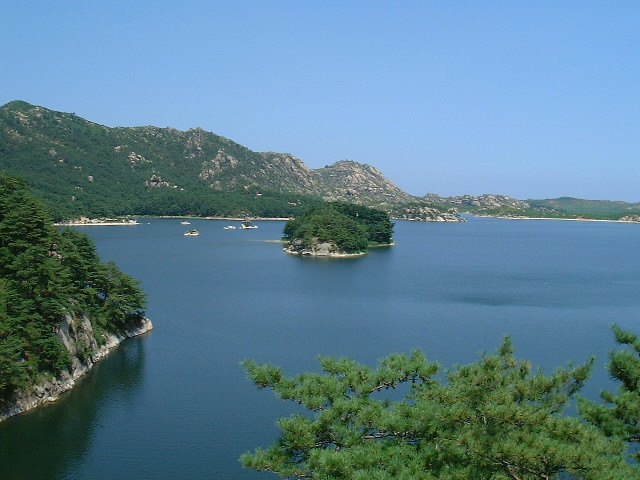
Region Turystyczny Kŭmgangsan

Korea Północna jest krajem trudno dostępnym dla turystów. Większość z nich to obywatele Chin, Rosji i Japonii. Od obywateli polskich wymagana jest wiza, którą zazwyczaj otrzymują. Żadna osoba nie może podróżować samodzielnie po kraju. Wymagany jest oficjalny koreański „przewodnik”, który zna język ojczysty turysty. Do stycznia 2010 roku obywatele Stanów Zjednoczonych mogli przekraczać granicę Korei Północnej wyłącznie po to, by jako widzowie wziąć udział w corocznym festiwalu Arirang. Restrykcje te zniesiono i obecnie Amerykanie mogą wjeżdżać do KRLD przez cały rok. Koreańczycy z Południa potrzebują specjalnej zgody obu rządów na wjazd do tego kraju. W 2002 roku obszar wokół góry Kŭmgang, znajdującej się niedaleko granic z Republiką Korei, został ogłoszony strefą turystyczną, gdzie obywatele Korei Południowej nie potrzebują specjalnych zezwoleń na wjazd. Dzięki temu co roku w to miejsce zjeżdżają tysiące obywateli tego państwa.

## Transport

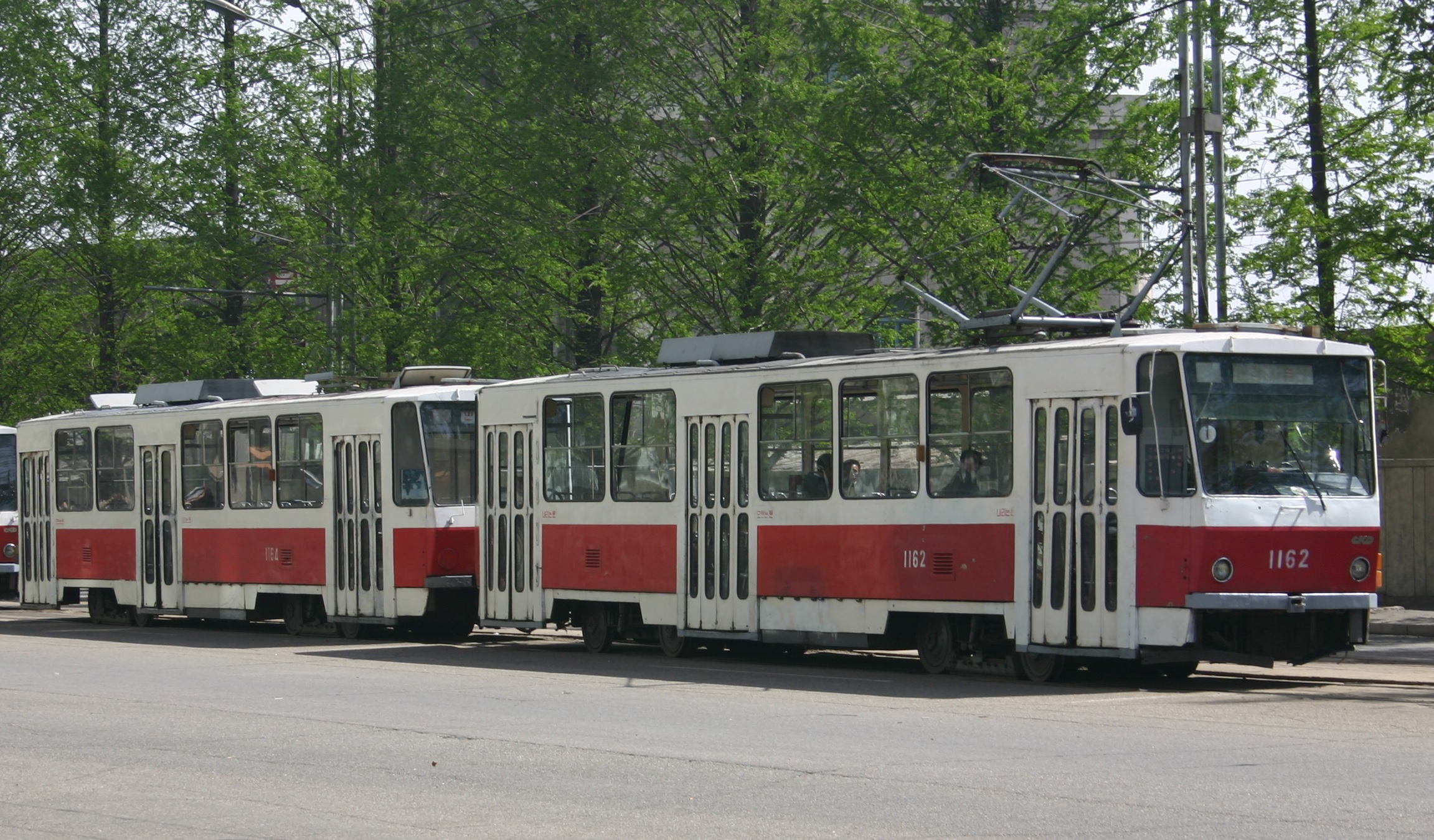
Tramwaje w Pjongjangu

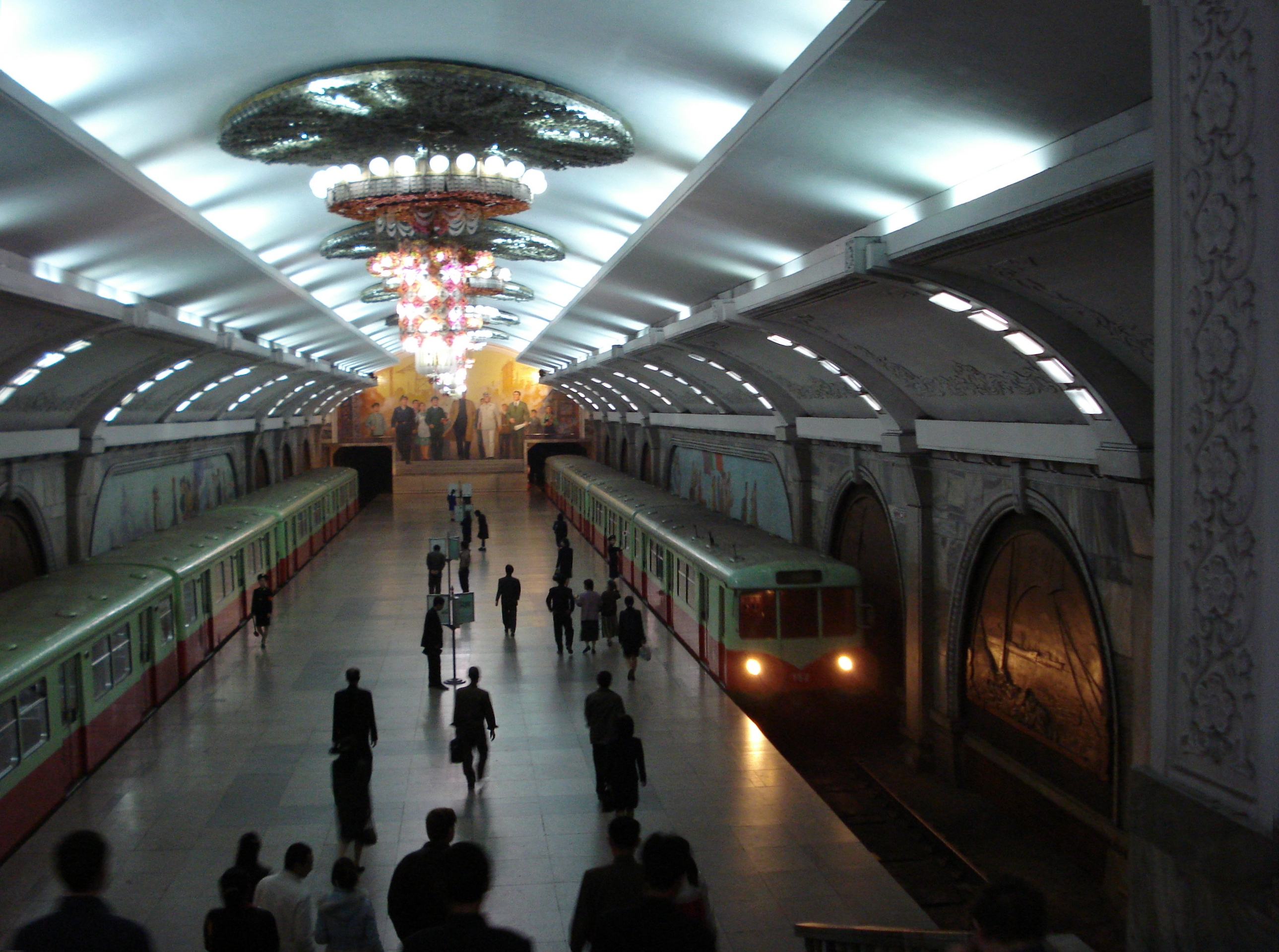
Metro w Pjongjangu

W centrach miast Korei Północnej popularnymi środkami transportu są tramwaje i trolejbusy. Większość pojazdów komunikacji miejskiej to używane wozy kupione w miastach Europy i Chin. Embarga nałożone na KRLD zmusiły władze kraju do uruchomienia także własnej produkcji pojazdów na potrzeby transportu publicznego.
Łączna długość tras kolejowych w Korei Północnej to 5200 km (z tego ok. 4500 km kolei normalnotorowej). W okolicach miasta Haeju zbudowano niewielką sieć wąskotorową. Tabor obsługiwany przez północnokoreańskie koleje państwowe jest zróżnicowany, składa się zarówno z trakcyjnych pojazdów elektrycznych, jak i spalinowych. Wciąż używane liniowo są przestarzałe lokomotywy pamiętające czasy okupacji japońskiej, a także pochodzące ze Stanów Zjednoczonych i Europy. Występują również spalinowozy kupione jako używane w Chinach, między innymi typu DF4B. Wagony pasażerskie w większości są podobne do tych, które jeździły niegdyś po Związku Radzieckim.
Transport wodny wzdłuż głównych rzek odgrywa dużą rolę dla przewozu ludzi i towarów. Śródlądowe szlaki handlowe i pasażerskie liczą łącznie 2253 kilometry długości. Z wyjątkiem granicznych rzek Amnok (Yalu) i Tuman, pływają po nich głównie niewielkie łodzie.
Największe porty KRLD leżą na wschodnim wybrzeżu. Z uwagi na głębsze wody Morza Wschodniego (Japońskiego) tamtejsze porty mogą przyjmować większe jednostki niż porty położone w zachodniej części kraju. Do największych portów należą Nampo na zachodnim wybrzeżu oraz Rasŏn, Ch’ŏngjin, Wŏnsan czy Hamhŭng na wschodzie. W latach 90. XX wieku północnokoreańskie porty były w stanie odprawić 35 milionów ton ładunku rocznie. Na początku lat 90. Korea Północna posiadała dalekomorską flotę handlową, złożoną z około 60 jednostek. Ich łączna nośność wynosiła 709 442 tony metryczne. W skład floty wchodziło między innymi 58 statków towarowych i 2 tankowce. Obecnie największe inwestycje w transporcie morskim związane są z rozbudową portów przeładunkowych i rozwojem krajowego transportu rzekami.

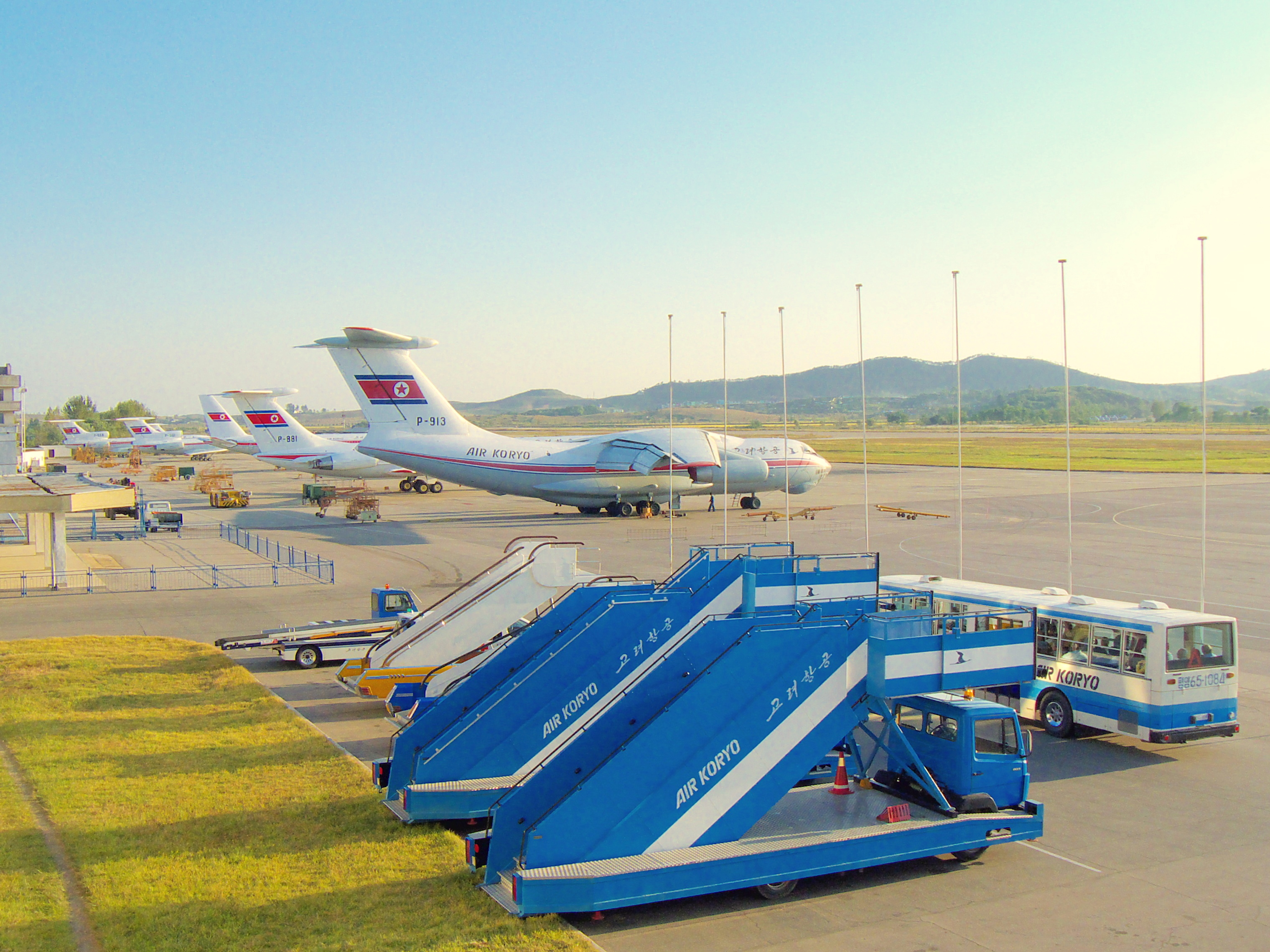
Port lotniczy w Sunan pod Pjongjangiem

Połączeń lotniczych między Koreą Północną i resztą świata jest bardzo niewiele. Najważniejszym lotniskiem pasażerskim w kraju jest położony niedaleko stolicy port lotniczy w Sunan pod Pjongjangiem. Z różną częstotliwością samoloty północnokoreańskich linii lotniczych Air Koryo latają głównie do miast w Chinach: do Pekinu, Szanghaju (od sierpnia 2010), Shenyangu, Shenzhen i Makau, a także do Władywostoku. Wszystkie cywilne statki powietrzne zarejestrowane w Korei Północnej należą do linii lotniczych Air Koryo. W skład floty Air Koryo wchodzą m.in. przestarzałe An-24 (7 egzemplarzy), Tu-134B-3 (3 szt.), Tu-154 (4 szt.) czy Tu-204-100B lub Tu-204-300 (po jednej sztuce – zakupione w 2008 roku).

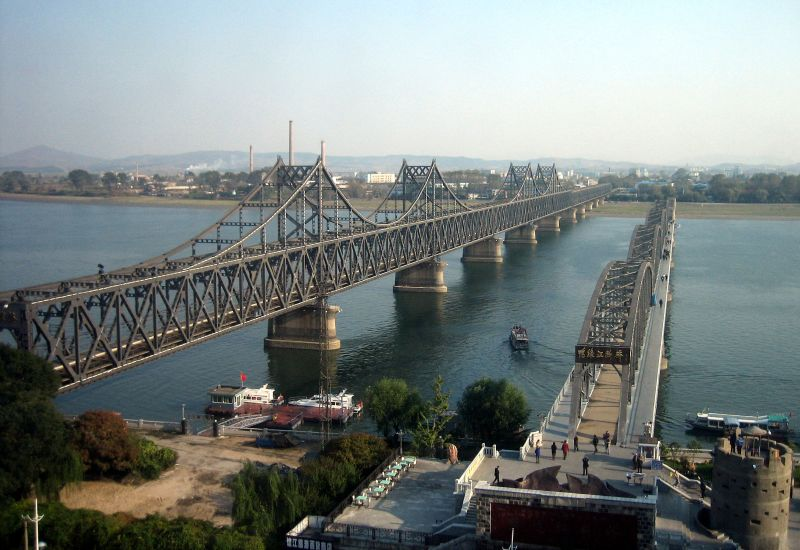
Most na granicy Chin i Korei Północnej

Najpopularniejsza lądowa droga wjazdowa do Korei Północnej przebiega przez most na granicy KRLD i Chin (zwany Mostem Przyjaźni Chińsko-Koreańskiej), łączący miasta Dandong (Chiny) i Sinŭiju (Korea Północna). Przekraczanie granicy między Koreami jest niemożliwe na całej długości, z wyjątkiem specjalnego przejścia w Panmundżom (całkowicie niedostępnego dla zwykłych obywateli), gdzie 27 lipca 1953 roku podpisano porozumienie rozejmowe, kończące wojnę koreańską.
Prywatne samochody są w KRLD niezwykle luksusowym dobrem, do którego dostęp mają jedynie najważniejsi politycy czy utytułowani na arenie międzynarodowej sportowcy. W 2008 roku w 70% gospodarstw domowych jako głównego środka transportu używano rowerów. Wskaźnik ten wciąż rośnie, a rowery przyczyniają się do rozwoju małej prywatnej przedsiębiorczości, za milczącym przyzwoleniem władz i aparatu bezpieczeństwa. Dzięki rowerom drobni handlarze mogą łatwiej przewozić towary, ze sprzedaży których żyją. Nieliczni Koreańczycy z Północy, którzy mają prawo do posiadania własnego samochodu, mogą korzystać z samochodów i lekkich pojazdów ciężarowych własnej produkcji, montowanych w fabryce w Nampo, dzięki współpracy joint venture, prowadzonej przez południowokoreański koncern Pyŏnghwa Motors i należącą do KRLD firmę Ryonbong General Corp.

## Media
Media w Korei Północnej należą do najbardziej odgórnie kontrolowanych na świecie. Formalnie, konstytucja Korei Północnej zapewnia wolność słowa i prasy, jednak władze kraju nie pozwalają na realizację tych praw obywatelom. W raporcie Reporterów Bez Granic z 2018 roku KRLD została sklasyfikowana na ostatnim, 180. miejscu w rankingu wolności mediów. Tak niska pozycja KRLD w rankingu wolności mediów oznacza, że obywatele nie mają dostępu do jakichkolwiek informacji o kraju i świecie innych niż oficjalne i starannie ocenzurowane. W publicznym obiegu mogą się znaleźć wyłącznie informacje wychwalające politykę władz. Całkowicie niedostępne dla zwykłych obywateli są informacje pochodzące z jakichkolwiek mediów zagranicznych. Od 2007 roku zliberalizowano tę politykę, a w mediach pojawiły się informacje o zjawiskach, tj. katastrofy, klęski żywiołowe i realne liczby ofiar oraz strat, jakie zaszły w ich wyniku. Koreańska Centralna Agencja Prasowa (ang. Korean Central News Agency, KCNA) jest najważniejszym źródłem wiadomości przekazywanych Koreańczykom w kraju i wszystkim odbiorcom oficjalnych przekazów z Korei Północnej za granicą.
W Korei Północnej ukazuje się 12 gazet i 20 czasopism oraz wiele różnego rodzaju periodyków. Wszystkie wydawane są w stolicy kraju, Pjongjangu. Do najważniejszych tytułów prasowych należą Rodong Sinmun, Chŏson Inmingun, Minju Chŏson czy Rodongja Sinmun. W KRLD nie istnieją media prywatne. Wszyscy dziennikarze są członkami rządzącej Partii Pracy Korei. Każdy kupowany w Korei Północnej telewizor bądź radioodbiornik jest nastrojony fabrycznie na odbiór północnokoreańskich kanałów i stacji oraz zabezpieczony specjalną plombą, uniemożliwiającą przestrajanie.

## Demografia
Populacja Korei Północnej liczy 23 miliony mieszkańców. Jest jedną z najbardziej jednorodnych etnicznie i językowo na świecie. Na terenie KRLD żyją jedynie niewielkie społeczności Chińczyków, Japończyków, Wietnamczyków czy Koreańczyków z Południa. Mieszka tam także niewielka grupa Europejczyków, głównie w stołecznym Pjongjangu. W większości są to dyplomaci oraz pracownicy organizacji humanitarnych i firm współpracujących z Koreańczykami. Przewidywana długość życia obywateli Korei Północnej to 63,81 lat (kobiety 66,53, mężczyźni 61,23). Plasuje to KRLD na odległym, 170. miejscu na liście 224 państw, których mieszkańcy żyją najdłużej. Wskaźnik śmiertelności noworodków wynosi 51,34 zgonów na 1000 urodzeń. To 2,5-krotnie więcej niż w Chinach, 5 razy więcej niż w Rosji i 12-krotnie więcej niż w Korei Południowej. Tym samym KRLD zajmuje 49. miejsce wśród państw, w których umiera najwięcej noworodków. Współczynnik dzietności dla Korei Północnej to 1,94 dziecka – tyle dzieci przypada na jedną kobietę w wieku rozrodczym (15–49 lat).

## Religia
Konstytucja KRLD w rozdziale V, artykule 68. zakłada wolność wyznania. Jednak dalej, w tym samym artykule podano, że „religia nie może stać się pretekstem do wprowadzenia obcych sił na teren kraju, a także do działań wymierzonych w państwo lub porządek społeczny”.
De facto, biorąc pod uwagę przyjęte przez zachodnich religioznawców kryteria uznania za osobę wierzącą, większość obywateli Korei Północnej to ateiści. Jednak ze społecznego i kulturowego punktu widzenia jest inaczej, bo wpływy tradycyjnych religii i wierzeń Wschodu, takich jak buddyzm i konfucjanizm, do dziś są znaczne w Korei Północnej. Na terenie KRLD znajduje się wiele zabytków i ośrodków zarówno buddyjskich, jak i konfucjańskich. Istnieją tu także społeczności chrześcijańska oraz tradycyjna Cheondogyo („Niebiańska Droga”).
Struktura religijna kraju w 2010 roku według Pew Research Center:
- Brak religii – 71,3% (17 350 000)
- Buddyzm – 12,3% (3 010 000)
- Chrześcijaństwo – 2,0% (480 000):
  - Protestantyzm – 1,8% (440 000) (głównie: zielonoświątkowcy)
  - Katolicyzm – 0,2% (40 000)

- Hinduizm – 1,5% (370 000)
- Inne religie – 12,9% (3 140 000)

### Wolność wyznania
Zdaniem organizacji Human Rights Watch, tak naprawdę w Korei Północnej nie istnieje wolność wyznania. Wspierane przez państwo świątynie i pojedyncze, nieliczne grupy wyznawców różnych religii prawdopodobnie mają stwarzać pozory tolerancji religijnej na użytek zewnętrzny. Według oficjalnych, rządowych statystyk, w Korei Północnej mieszka dziesięć tysięcy protestantów i zaledwie cztery tysiące katolików. Istniejące świątynie (w tym cztery kościoły) są pokazywane przybywającym do Korei Północnej zagranicznym turystom jako dowód rzekomo pełnej swobody religijnej.
Stolica kraju, Pjongjang, przed wojną koreańską była centrum działalności chrześcijańskich misjonarzy w tej części świata, zyskując nawet przydomek „Jerozolimy Wschodu”. Po zakończeniu japońskiej okupacji Korei w 1945 roku nowe władze północnej części Półwyspu Koreańskiego rozpoczęły represje duchownych i wyznawców chrześcijaństwa. Władze brutalnie rozprawiły się z wierzącymi, wyrzucając z kraju lub likwidując wszystkich księży i niszcząc wszystkie świątynie zarządzane przez duchownych niezależnych od komunistycznych władz. Szacuje się, że łącznie, od końca lat 40. XX wieku, poniosło śmierć lub porwanych zostało 166 duchownych lub wyznawców chrześcijaństwa. Ofiarą prześladowań padł między innymi biskup Pjongjangu, Francis Hong Yong-ho. Tuż po wyborze na biskupa stołecznej diecezji KRLD w marcu 1962 roku, słuch o nim zaginął. Zbierająca informacje o prześladowaniach chrześcijan na całym świecie organizacja Open Doors podaje, że w Korei Północnej chrześcijanie są szykanowani jak nigdzie indziej na świecie. Według organizacji Open Doors 25% koreańskich chrześcijan zostało umieszczonych w obozach pracy, pozostali zaś muszą ukrywać się ze swoim wyznaniem i są powszechnie dyskryminowani. Sytuacja buddystów w Korei Północnej jest lepsza niż innych grup wyznaniowych, na przykład chrześcijan. Ze względu na wpływ buddyzmu na tradycję i kulturę Korei, wyznawcy tej religii otrzymują na swoją działalność niewielkie, choć znaczące dla nich fundusze od państwa.

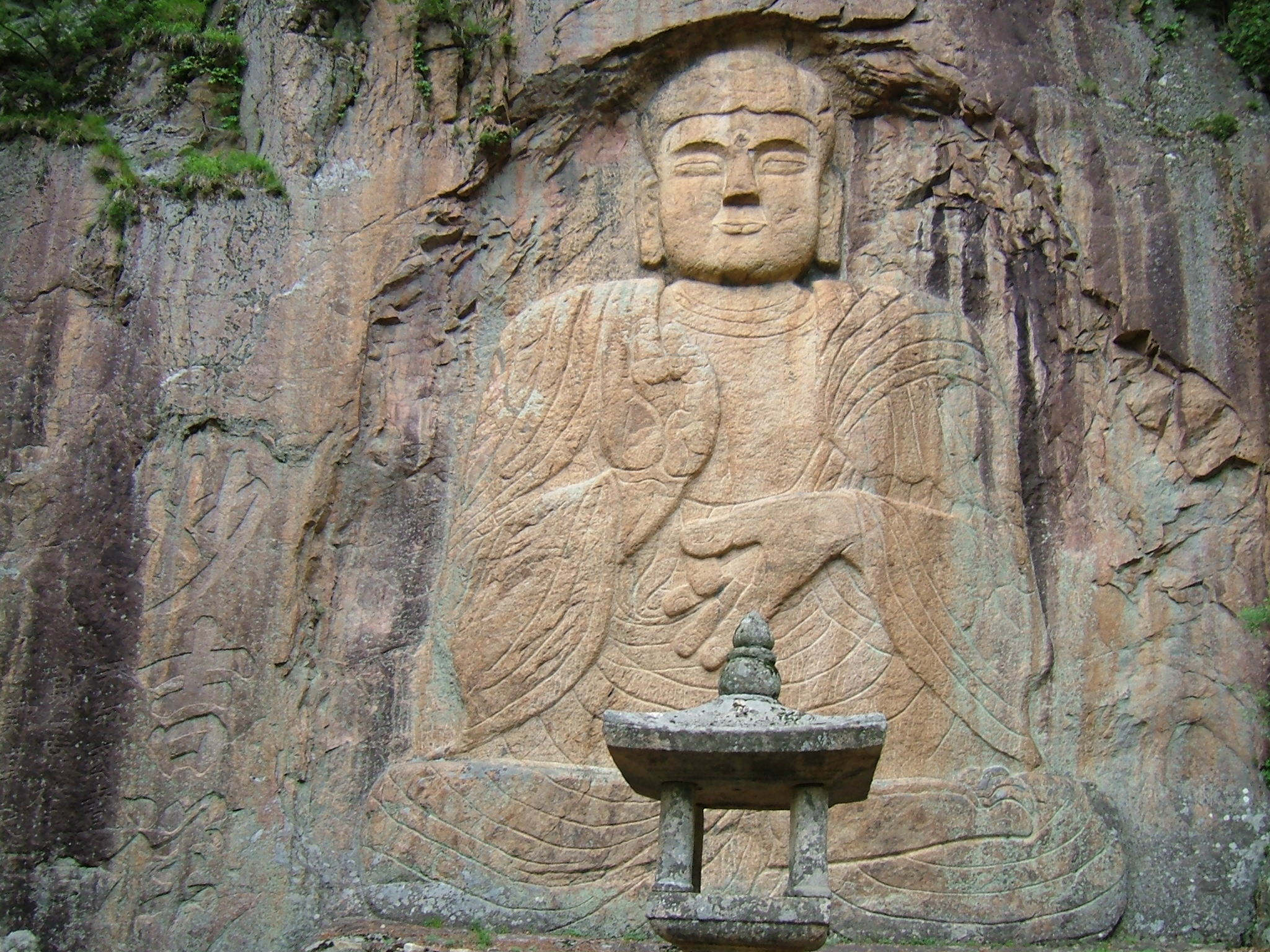
Płaskorzeźba z wizerunkiem Buddy w górach Kŭmgang na terenie Korei Północnej

## Opieka zdrowotna

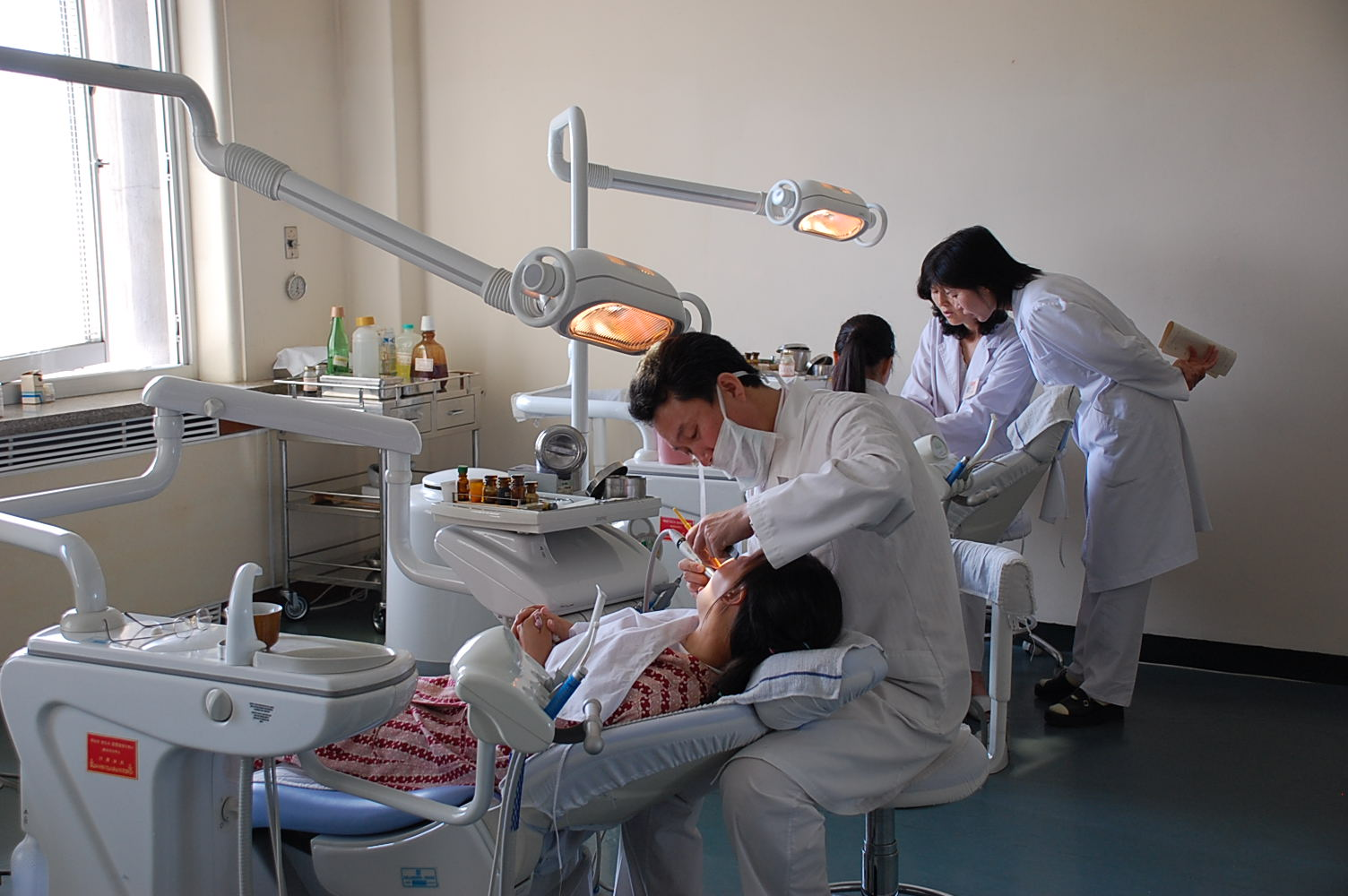
Gabinet dentystyczny w jednym ze szpitali w stolicy Korei Północnej, Pjongjangu

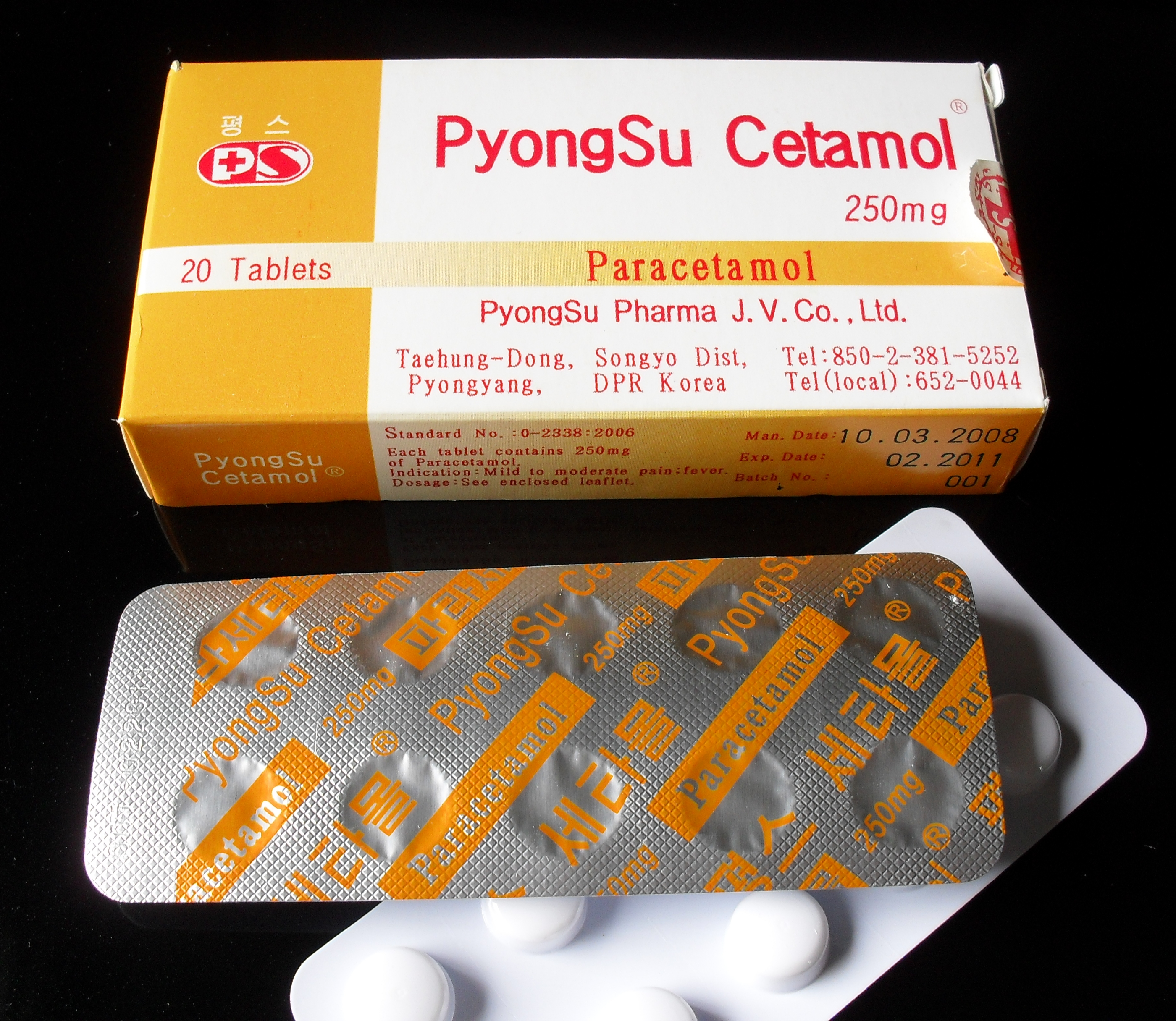
Tabletki paracetamolu produkowane w KRLD

Korea Północna posiada system publicznej służby zdrowia i ubezpieczeń zdrowotnych. Na opiekę zdrowotną rocznie przeznacza się w KRLD 3% produktu krajowego brutto. Od lat 50. XX wieku dużą wagę władze państwowe przywiązywały do rozwoju sieci szpitali i przychodni. Dzięki temu liczba państwowych szpitali wzrosła tam z 285 w 1955 roku, do 2401 w roku 1986, a przychodni – z 1020 do 5644. Niektóre szpitale powstawały bezpośrednio w sąsiedztwie fabryk i kopalń, właśnie na potrzeby leczenia ich pracowników. Od 1979 większy nacisk położono na leczenie środkami medycyny tradycyjnej, takimi jak zioła czy akupunktura. System opieki zdrowotnej w KRLD załamał się na początku lat 90., z powodu problemów z żywnością, dostawami prądu i dystrybucją lekarstw. Do złego stanu tamtejszej służby zdrowia przyczyniły się również katastrofy naturalne, jakie dotknęły Koreę Północną w I połowie lat 90 i fatalna sytuacja ekonomiczna państwa. Krajowe wydatki na służbę zdrowia w przeliczeniu na obywatela nie przekraczają 1 dolara rocznie. W wielu szpitalach i przychodniach w całym kraju są problemy nawet z podstawowymi lekami i narzędziami. Brakuje bieżącej wody, częste są przerwy w dostawach prądu. Opieka jest formalnie bezpłatna, w praktyce kwitnie łapownictwo i dostęp do podstawowych usług zdrowotnych wymaga przekazania nieformalnej opłaty. Nie dotyczy to członków partii i politycznej elity kraju, którzy są w uprzywilejowanej sytuacji.

## Kultura
Podczas okupacji Korei przez Japonię w latach 1910–1945, koreańska kultura stała się obiektem ataku ze strony Japończyków. Kolonialne władze narzucały realizację polityki asymilacji kulturowej i japonizacji mieszkańców Półwyspu Koreańskiego. Używanie języka koreańskiego w szkołach i wszelkich miejscach publicznych było zabronione. Koreańczyków zmuszano do nauki języka japońskiego, a także do przyjmowania japońskich nazwisk i shintō. Niszczono najważniejsze pomniki kultury i historii Korei oraz dokumenty stawiające Japończyków w negatywnym świetle.
W lipcu 2004 roku na listę światowego dziedzictwa UNESCO wpisano znajdujący się w Korei Północnej kompleks grobowców z czasów późnego królestwa Goguryeo. To pierwszy obiekt na liście UNESCO, położony na terytorium KRLD.
W lutym 2008 roku w stolicy Korei Północnej, Pjongjangu, zagrała orkiestra symfoniczna Filharmonii Nowojorskiej. Koncert obejrzeli jedynie zaproszeni goście, wybrani przez Koreańczyków, ale był on transmitowany przez państwową telewizję.

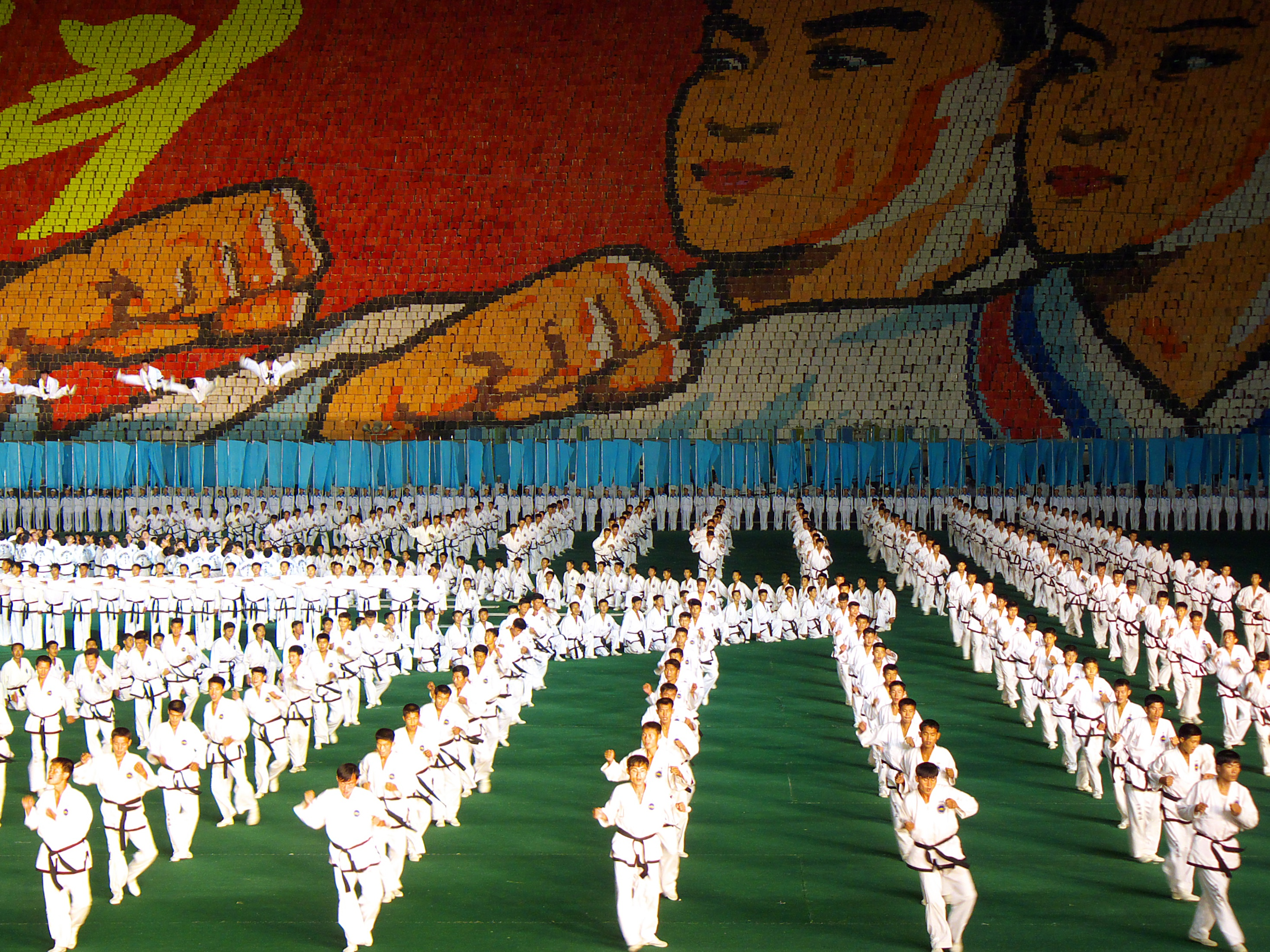
Masowe Igrzyska w Korei Północnej

Ważnym wydarzeniem kulturalnym w Korei Północnej są pokazy masowego tańca, tak zwane Masowe Igrzyska (ang. Mass Games). Najbardziej znane z nich to organizowane corocznie w sierpniu festiwale Arirang. Bierze w nich udział nawet 100 tysięcy obywateli. Igrzyska składają się z pokazów tańca, gimnastyki oraz skomplikowanych układów choreograficznych. Festiwale są wydarzeniami o znaczeniu propagandowym. Mają ukazywać siłę Korei Północnej i rządzącej tam Partii Pracy Korei oraz pozytywne aspekty historii Korei. Masowe Igrzyska odbywają się w Pjongjangu na różnych obiektach w mieście, zależnie od liczby uczestników pokazów w danym roku – najczęściej na stadionie Rungnado im. 1 maja, który jest jednym z największych stadionów na świecie (mieści 150 tysięcy kibiców).

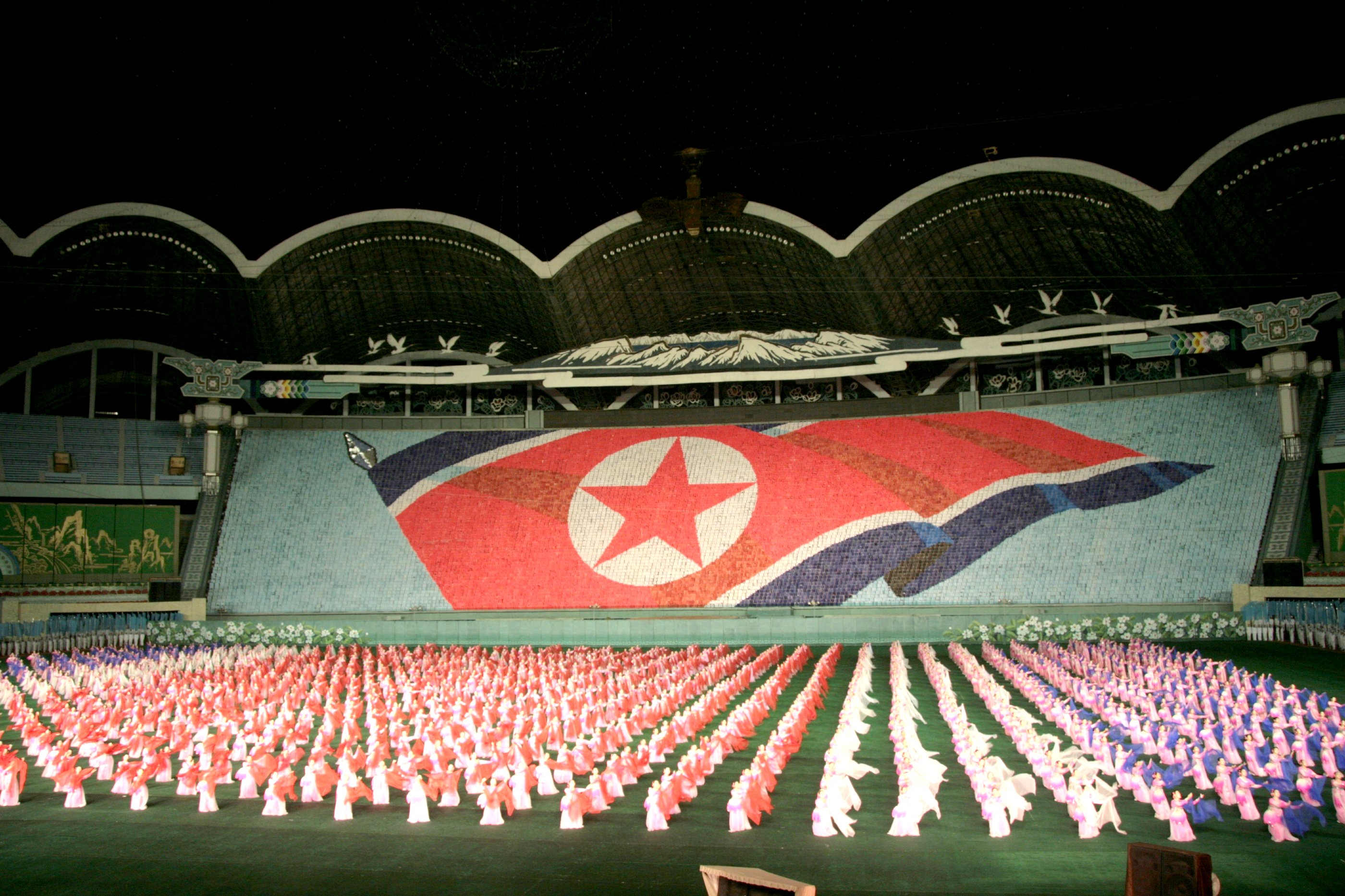
Scena z Festiwalu Arirang

Współcześnie bardzo wyraźny jest kult jednostki w odniesieniu do Kim Ir Sena oraz Kim Dzong Ila. Wiele z pozycji północnokoreańskiej literatury, teatru czy filmu dotyczy tych dwóch postaci i ich życia. Literatura i sztuka w Korei Północnej znajdują się pod całkowitą kontrolą państwa. Instytucjami powołanymi do sprawowania tej kontroli są dwa departamenty Komitetu Centralnego Partii Pracy Korei: Propagandy i Agitacji oraz Kultury i Sztuki.
Za rządów Kim Dzong Una nastąpiło pewne otwarcie na kulturę Zachodu, dotychczas potępianą jako „imperialistyczną”, m.in. pozwolono kobietom na noszenie spodni, szpilek i kolczyków, oraz dopuszczono do restauracji zakazane dotąd dania, jak pizza i hamburger. Sam Kim Dzong Un powiedział, że KRLD może śmiało przyjmować to, co dobre z innych krajów. W 2012 po raz pierwszy w historii KRLD pojawiły się wizerunki postaci Disneya, m.in. Myszki Miki, Dumbo, Królewny Śnieżki, Kubusia Puchatka oraz Pięknej i Bestii.

## Język
Język koreański nie należy do żadnej większej grupy językowej, aczkolwiek niektórzy przypisują go do języków ałtajskich. Jest używany na całym Półwyspie Koreańskim, w obu Koreach. Koreański używany na Północy różni się od tego w Republice Korei tak, jak różnią się od siebie dwa dialekty tego samego języka. W Korei Południowej jest więcej zapożyczeń z języków obcych, szczególnie z angielskiego. Ich napływ do koreańszczyzny używanej w KRLD przez silną izolację tego kraju jest mocno ograniczony. Ponadto w Korei Północnej od 1949 roku nie używa się ideogramów sinokoreańskich (tzw. hancha), a wyłącznie hangulu, czyli alfabetu koreańskiego (w KRLD określany jest on jako Chosŏn’gŭl). Znaki te wciąż używane są na Południu, zwłaszcza w literaturze pięknej czy książkach naukowych. Ich nauczanie odbywa się na kursach w szkołach średnich, które jednak z reguły nie są obowiązkowe. W obu częściach Półwyspu używana jest inna metoda romanizacji koreańskich znaków. Językoznawcy z Korei Północnej stosują nieco zmodyfikowaną transkrypcję McCune’a-Reischauera, podczas gdy ci z Południa preferują tzw. transkrypcję poprawioną.

## Społeczeństwo

### Prawa człowieka
Liczne organizacje zajmujące się obroną praw człowieka, w tym tak znane jak Amnesty International czy Human Rights Watch, wymieniają Koreę Północną jako jedno z państw, które nie przestrzegają praw człowieka i w których sytuacja obywateli pod tym względem jest najgorsza.
W latach 50. XX wieku wszyscy obywatele Korei Północnej zostali sklasyfikowani według swojego pochodzenia jako „przyjaźni”, „neutralni” i „wrodzy”. Spośród osób zakwalifikowanych jako „wrogie” 2,5 tys. zostało bezzwłocznie straconych, zaś 70 tys. trafiło do obozów pracy. W późniejszych latach klasyfikacja ta została rozszerzona na pięćdziesiąt jeden podkategorii. Zakwalifikowanie do określonej klasy społecznej wynika m.in. z pochodzenia rodziców. Od klasyfikacji zależą między innymi: pozwolenie na małżeństwo, rodzaj wybieranego zawodu i forma kary w przypadku wykroczeń. Partia rządząca jest strukturą praktycznie zamkniętą, nowi członkowie spoza klasy uprzywilejowanej są przyjmowani tylko w wyjątkowych przypadkach. Klasyfikacja ta była nadal utrzymywana w 2013 roku.
Uciekinierzy z Korei Północnej, którym udało się przeżyć (od czasu zakończenia wojny koreańskiej do lipca 2014 roku było ich 26,1 tys.) mówią o istnieniu obozów pracy i obozów koncentracyjnych, w których przebywać ma od 100 do 200 tysięcy obywateli (ok. 0,85% ogółu ludności). Według ich relacji więźniowie tych obozów poddawani są torturom i eksperymentom medycznym (w tym na kobietach przeprowadza się przymusowe aborcje), zmusza się ich także do ciężkiej pracy ponad siły. Powszechny jest głód. Ponadto według doniesień uciekinierów, w placówkach tych dokonuje się morderstw i gwałtów. Do tego typu obozów trafiają głównie osoby skazane za domniemane przestępstwa polityczne. W ramach odpowiedzialności zbiorowej do obozów zsyłane są całe rodziny. Nie wolno im zawierać małżeństw, są pozbawieni kontaktu ze światem zewnętrznym, a o jedzenie muszą zadbać sami – żywią się tym, co im samym uda się wyhodować.
Według ujawnionych w 2013 roku nagrań praca w obozach ma charakter wyniszczający. Według opublikowanego w 2013 raportu z obozów pracy w ciągu roku zniknęło bez śladu ok. 20 tys. osób, które prawdopodobnie zostały zagłodzone na śmierć. Siły specjalne Korei Północnej wciąż dokonują morderstw politycznych poza granicami kraju skierowanych zwłaszcza przeciwko uciekinierom oraz aktywistom nagłaśniającym problem łamania praw człowieka.
Aparat represji uległ liberalizacji pod koniec lat 90. gdy okazało się, że Korea Północna ma bardzo niski przyrost naturalny. Liczne wyroki śmierci władze zaczęły zamieniać na mniej dotkliwe kary. W całym kraju, nie tylko wśród pracowników wymiaru sprawiedliwości, rozkwitła korupcja. Dzięki temu nielegalne oglądanie południowokoreańskich filmów, słuchanie pochodzącej stamtąd muzyki, a nawet radia z Korei Południowej to zjawiska, na które władze niekiedy przymykają oko.
Prostytucja w Korei Północnej w oficjalnej propagandzie kraju nie istnieje, ale w rzeczywistości jest kontrolowana przez tamtejszy rząd. Według organizacji Human Rights Commision młode dziewice, po wezwaniu do kippŭmjo muszą świadczyć usługi seksualne dygnitarzom państwowym. Jednak przeciętna Koreańska prostytutka bądź jej klient mogą zostać odesłani do obozu pracy, albo nawet rozstrzelani.

### Kult jednostki
Rząd Korei Północnej ściśle kontroluje zgodność wszelkich aspektów kultury narodowej z oficjalną ideologią. Instytucje kultury w KRLD służą przede wszystkim budowaniu i podtrzymywaniu kultu przywódców: Kim Ir Sena oraz, w mniejszym stopniu, Kim Dzong Ila. Jeden z najwybitniejszych znawców północnokoreańskiej rzeczywistości, Bradley K. Martin podczas wizyty w KRLD w 1979 roku zaobserwował, że dosłownie wszystkie dzieła sztuki, utwory muzyczne czy rzeźby, z którymi się zetknął, służyły gloryfikacji obu przywódców Korei Północnej (w owym czasie propagandowa kampania służąca budowie autorytetu i gloryfikacji Kim Dzong Ila była już w toku). Niektóre przekazy propagandowe usiłują wyrobić przekonanie, że Kim Ir Sen jest „stwórcą Świata”, a Kim Dzong Il posiada dar panowania nad pogodą. Wiele ważnych miejsc, monumentów czy placówek edukacyjnych nosi imię Kim Ir Sena. Istnieją m.in. Uniwersytet im. Kim Ir Sena w stolicy KRLD, Pjongjangu, Stadion im. Kim Ir Sena czy Plac im. Kim Ir Sena (oba te miejsca znajdują się również w stolicy). Pieśń zatytułowana Bez Ciebie nie ma Ojczyzny (kor. 당신이없으면 조국도없다, ang. No Motherland Without You) czcząca Kim Dzong Ila, według oficjalnych przekazów została skomponowana osobiście przez Kim Dzong Ila i jest jednym z najbardziej znanych utworów muzycznych w kraju. Zmarły w 1994 roku Kim Ir Sen posiada obecnie status Wiecznego Prezydenta. Z tego względu zachodni publicysta Christopher Hitchens nazwał politykę Korei Północnej i tamtejszy kult nieżyjącej jednostki, Kim Ir Sena „nekrokracją” albo „tanatokracją”. Jak twierdzą uciekinierzy z Korei Północnej, celem edukacji sterowanej przez państwowy aparat propagandy jest deifikacja Kim Ir Sena i Kim Dzong Ila. Sam Kim Ir Sen odrzucał oskarżenia o budowanie wokół siebie kultu, określając je jako przejawy „frakcjonizmu”.

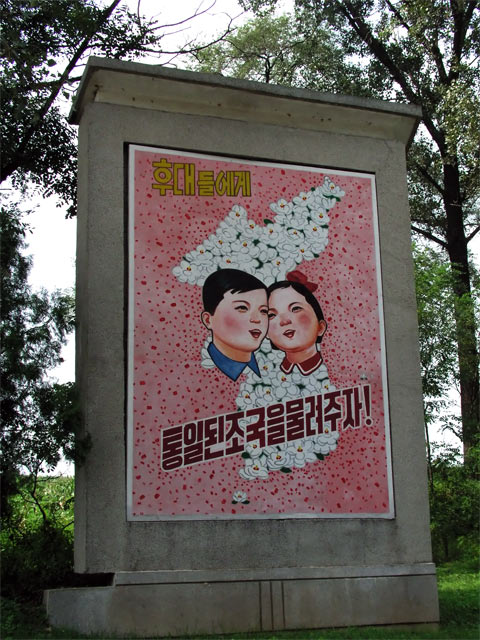
Plakat propagandowy z napisem: „Nasze dzieci odziedziczą zjednoczoną Ojczyznę!”

### Zjednoczenie Korei
Polityka zjednoczeniowa Korei Północnej polega na dążeniu do połączenia obu państw koreańskich bez ingerencji innych krajów, z zachowaniem dwóch rządów i systemów politycznych, istniejących już po obu stronach dzielącego Półwysep Koreański 38. równoleżnika. Ówczesny prezydent Republiki Korei Kim Dae-jung i przywódca Korei Północnej Kim Dzong Il 15 czerwca 2000 roku podpisali wspólną deklarację (zwaną „porozumieniem 15 czerwca”). Obie strony zapowiedziały w treści porozumienia dążenie do pokojowego zjednoczenia Półwyspu Koreańskiego. Dokument ten został wykorzystany w Korei Północnej jako narzędzie propagandy, mające udowodnić mocarstwową pozycję państwa, kompromitację Stanów Zjednoczonych i gotowość Koreańczyków z Południa do oddania się pod władzę Kim Dzong Ila. W Korei Południowej cała inicjatywa – określana mianem strategii pokoju – spotkała się ze zdecydowaną krytyką mediów. Wobec reakcji Pjongjangu próby dalszego zbliżenia zostały stanowczo zahamowane. 10 października 1980 roku Kim Ir Sen zaproponował formułę zjednoczenia polegającą na utworzeniu na terenie całego Półwyspu Koreańskiego Demokratycznej Federalnej Republiki Korei, mającej funkcjonować jako federacja obu państw koreańskich, z zachowaniem odrębnych rządów, a tym samym systemów politycznych.

## Święta narodowe i festiwale
| Data                   | święto                                          | Uwagi                    |
| ---------------------- | ----------------------------------------------- | ------------------------ |
| 1 stycznia             | Nowy Rok (według kalendarza słonecznego)        |                          |
| 16 lutego              | Rocznica urodzin Kim Dzong Ila                  | Urodzony w 1941 lub 1942 |
| 15 kwietnia            | Rocznica urodzin Kim Ir Sena                    | Urodzony w 1912          |
| 25 kwietnia            | Rocznica ustanowienia Koreańskiej Armii Ludowej | 1932                     |
| 1 maja                 | Święto Robotnicze                               |                          |
| 27 lipca               | Dzień Zwycięstwa Wyzwolenia Ojczyzny            | 1953                     |
| 15 sierpnia            | Dzień wyzwolenia spod okupacji japońskiej       | 1945                     |
| 9 września             | Rocznica ustanowienia KRLD                      | 1948                     |
| 10 października        | Rocznica założenia Partii Pracy Korei           | 1945                     |
| 27 grudnia             | Święto konstytucji KRLD                         |                          |
| księżycowy 1 stycznia  | Księżycowy Nowy Rok                             |                          |
| księżycowy 15 stycznia | Koreański festiwal ludowy                       |                          |
| księżycowy 15 maja     | Festiwal Żniw                                   |                          |

## Szkolnictwo

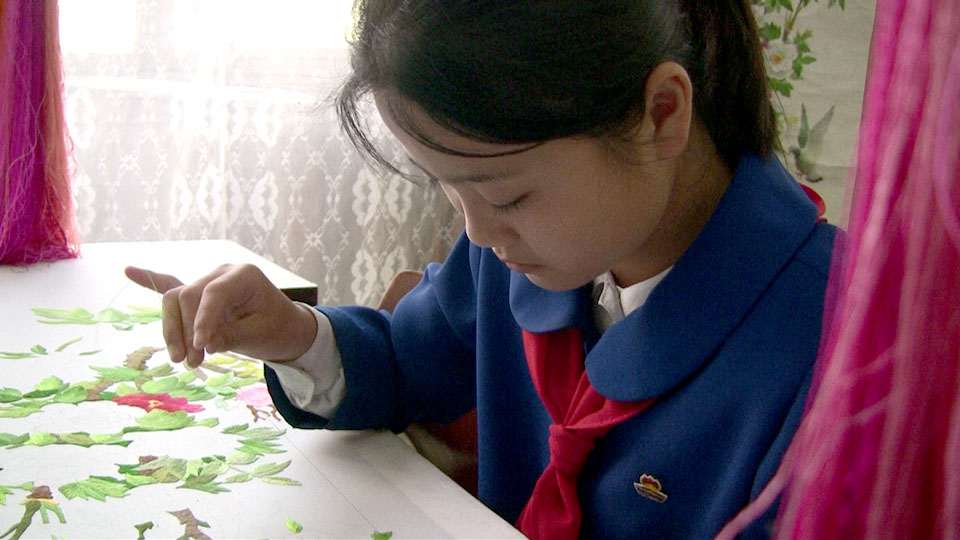
Dziewczynka w szkole w Pjongjangu

Edukacja w Korei Północnej jest państwowa i obowiązkowa do drugiego stopnia nauczania. Nauka w północnokoreańskich szkołach jest bezpłatna.
Na początku lat dziewięćdziesiątych XX wieku wprowadzono obowiązkowe mundurki szkolne. Pedagodzy aktywnie stosują różne zabiegi heurystyczne w celu rozwijania niezależności i kreatywności uczniów.
Obowiązkowa edukacja trwa jedenaście lat i obejmuje jeden rok przedszkola, cztery lata szkoły podstawowej oraz sześć lat szkoły średniej. Na program nauczania składają się zarówno przedmioty akademickie, jak i polityczno-ideologiczne. Szkoły podstawowe (nazywane „szkołami ludowymi”) przeznaczone są dla dzieci w wieku od 6 do 9 lat. Następnym etapem edukacji jest nauka w gimnazjum lub w specjalnym liceum, zależnie od wyboru przez ucznia specjalizacji i związanej z nią ścieżki edukacyjnej. Edukacja w gimnazjum lub liceum specjalnym trwa od 9. do 16. roku życia. Nauka w szkołach wyższych nie jest obowiązkowa. Szkolnictwo wyższe obejmuje placówki nauczające na poziomie akademickim oraz szkoły, które stanowią kontynuację specjalności obranej w szkole średniej. W Korei Północnej są trzy rodzaje instytucji oferujących kształcenie na poziomie akademickim: uniwersytety, szkoły zawodowe i szkoły techniczne. Dwa największe uniwersytety to Uniwersytet im. Kim Ir Sena oraz Uniwersytet Technologiczny (ang. Pyongyang University of Science and Technology, PUST). Oba znajdują się w Pjongjangu.
Na powstałym w październiku 1946 roku Uniwersytecie im. Kim Ir Sena na początku lat 90. studiowało ok. 16 tysięcy studentów. Uczelnia oferuje kształcenie na poziomach studiów licencjackich, magisterskich i doktoranckich. Uniwersytet ten uważany jest za szkołę elitarną. Nazywany jest „szczytem osiągnięć północnokoreańskiego systemu edukacji”.
Korea Północna należy do państw o niskim wskaźniku analfabetyzmu. Czytać i pisać potrafi 99% obywateli w wieku co najmniej 15 lat.

## Sport
Najbardziej znanym wydarzeniem sportowym w Korei Północnej jest coroczny festiwal Arirang – największe na świecie masowe pokazy gimnastycznych akrobacji i układów choreograficznych z udziałem tysięcy tancerzy, w większości zwykłych obywateli i dzieci.
Główną organizacją piłkarską w KRLD jest Północnokoreański Związek Piłki Nożnej. Tamtejsze drużyny piłkarskie rywalizują w kilku rodzajach rozgrywek: w lidze złożonej z trzech klas rozgrywkowych, w Mistrzostwach Postępu Technicznego oraz w Mistrzostwach Republiki. Najbardziej utytułowanym klubem jest drużyna im. 25 kwietnia z miasta Nampo (kor. 4.25 체육단, ang. 4.25 Sports Group). Piłkarze tego klubu dziesięciokrotnie zdobywali mistrzostwo kraju. Reprezentacja Korei Północnej w piłce nożnej jest zrzeszona w Azjatyckiej Konfederacji Piłkarskiej. W rankingu FIFA z grudnia 2013 roku męska reprezentacja piłkarska KRLD zajęła odległe, 138. miejsce.

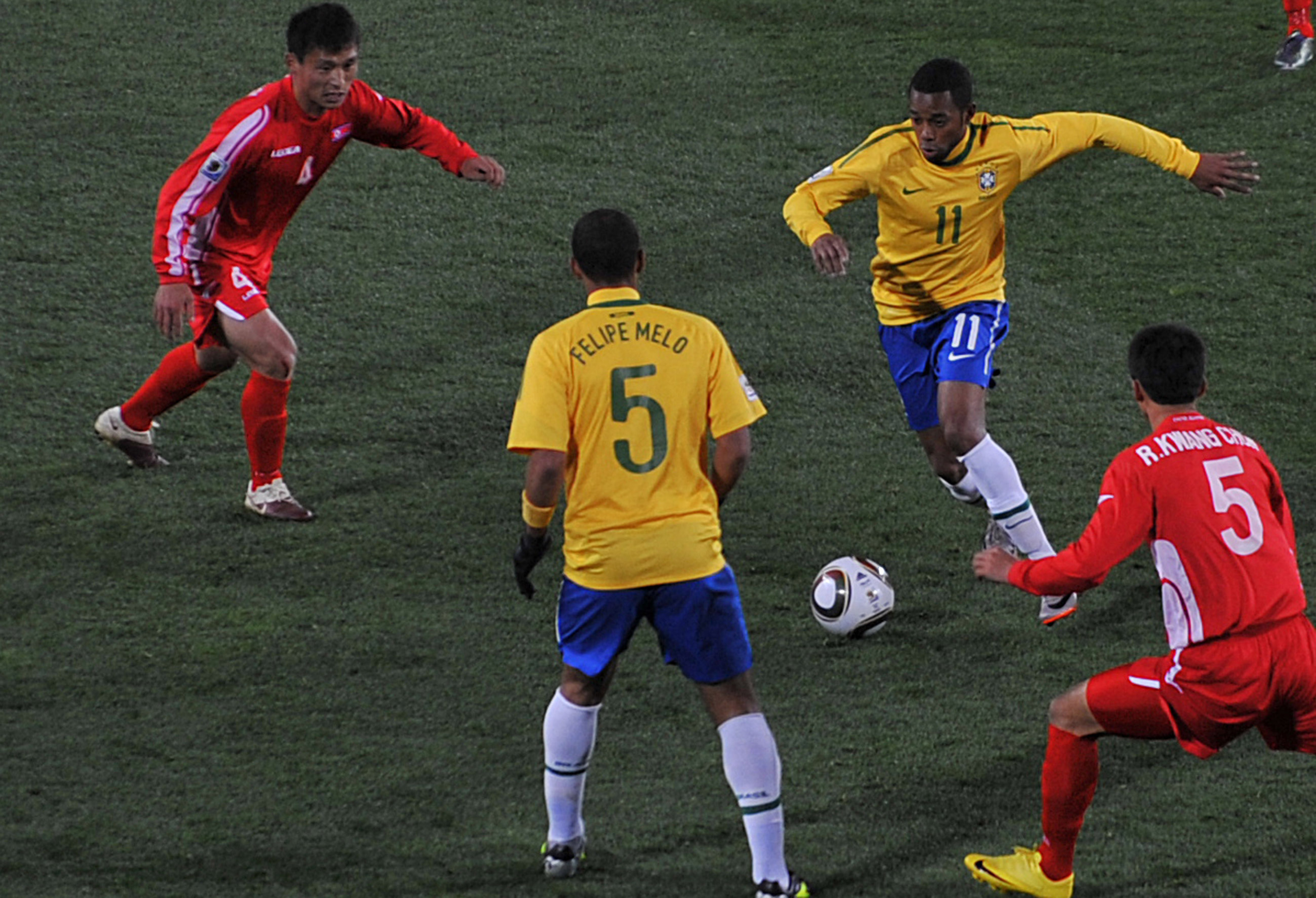
Mecz Korea Północna – Brazylia (1:2) podczas mistrzostw świata w piłce nożnej w 2010 roku w Republice Południowej Afryki

Do tej pory Koreańczycy z Północy w mistrzostwach świata w piłce nożnej grali dwukrotnie: w 1966 i 2010. Podczas mundialu w 2010 roku, rozgrywanego w Republice Południowej Afryki, reprezentacja KRLD odpadła w fazie grupowej, przegrywając wszystkie trzy rozegrane mecze z Brazylią (1:2), Portugalią (0:7) i Wybrzeżem Kości Słoniowej (0:3). Blamaż północnokoreańskich piłkarzy na mundialu w RPA wywołał w światowych mediach spekulacje, jakoby trener i niektórzy zawodnicy po powrocie do kraju mieli zostać surowo ukarani, włącznie z zesłaniem na przymusowe roboty w obozie pracy.
Do światowej czołówki zalicza się północnokoreańska reprezentacja w piłce nożnej kobiet. We wrześniu 2010 zajmowała 6. miejsce w światowym rankingu kobiecych reprezentacji, przygotowanym również przez FIFA.
Reprezentacja Korei Północnej w hokeju na lodzie mężczyzn zajmuje odległe, 43. miejsce na 49 sklasyfikowanych drużyn w rankingu Międzynarodowej Federacji Hokeja na Lodzie (IIHF). Do 2007 hokejowa drużyna KRLD grała w Dywizji II, ale została zdegradowana do Dywizji III za nieprzystąpienie do rozgrywek.
Kobieca reprezentacja KRLD w hokeju na lodzie zajmuje 21. miejsce spośród 34 uwzględnionych w rankingu drużyn i gra w Dywizji II.
Na Igrzyskach Olimpijskich reprezentacja Korei Północnej zadebiutowała na zimowej olimpiadzie w Innsbrucku, w 1964 roku. Na igrzyskach letnich północnokoreańscy sportowcy po raz pierwszy wystąpili w Monachium, w roku 1972. Zdobyli wówczas pięć medali, w tym jeden złoty, jeden srebrny i trzy brązowe. Wyznaczone przez Międzynarodowy Komitet Olimpijski oznaczenie kodowe Korei Północnej to PRK.

Flaga Zjednoczonej Korei

Podczas ceremonii otwarcia i zamknięcia Letnich Igrzysk Olimpijskich w Sydney w 2000 roku, IO w Atenach w 2004 roku oraz Zimowych Igrzysk Olimpijskich 2018 sportowcy z Korei Północnej i Południowej defilowali wspólnie, jako jedna reprezentacja pod flagą Zjednoczonej Korei. O medale sportowcy z obu części podzielonego Półwyspu Koreańskiego walczyli jednak oddzielnie.
Narodowym sportem Korei jest sztuka walki, taekwondo. Jako oficjalna dyscyplina olimpijska taekwondo zadebiutowało podczas IO w Sydney, w 2000 roku. Odmiana taekwondo trenowana w Korei Północnej (wersja ITF) różni się jednak od wersji olimpijskiej i zawodnicy z tego państwa nie rywalizują w igrzyskach olimpijskich, startując w osobnych mistrzostwach federacji ITF.
W 2013 roku na polecenie Kim Dzong Una, który z czasów nauki w Szwajcarii był zapalonym narciarzem, rozpoczęto budowę pierwszego wyciągu narciarskiego w Korei Północnej. Budowa natrafiła jednak na przeszkodę w postaci embarga na sprzedaż towarów luksusowych północnokoreańskiemu reżimowi. Korea była gotowa zapłacić bardzo wysoką cenę producentom z Austrii i Francji, ostatecznie zaproponowała 7,7 mln dolarów producentowi szwajcarskiemu. Po odmowie rząd północnokoreański opublikował niezwykle ostre oświadczenie, w którym oskarżył Zachód o „rażące naruszenie praw człowieka”.